# كاتدرائية قرطبة وجامعها

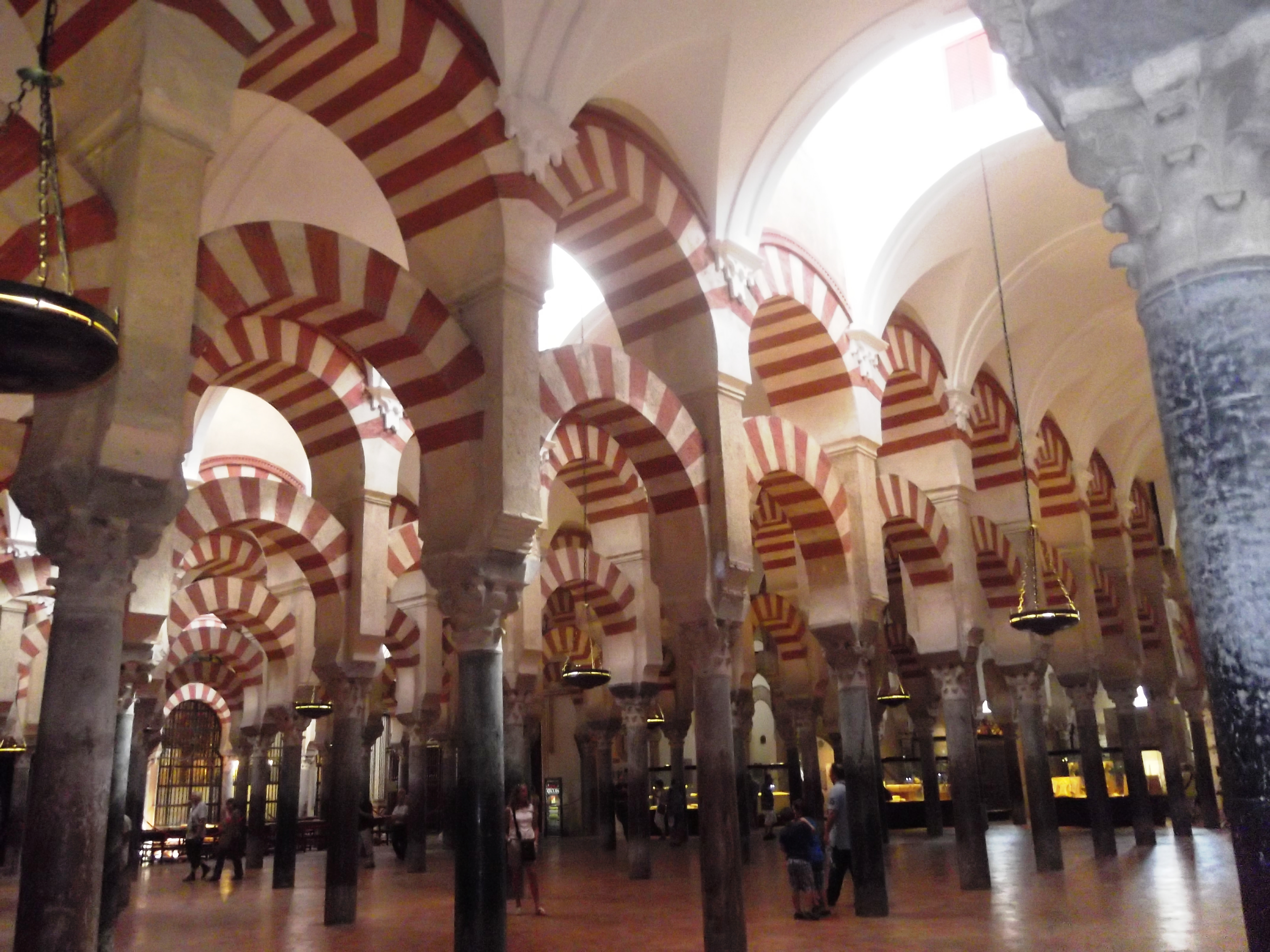
مسجد - كاتدارئية قرطبة من الداخل.

كاتدرائية قرطبة وجامعها والمعروفة رسمياً باسمها الكنسي كاتدرائيَّة سيدة الانتقال (بالإسبانية:Catedral de Nuestra Señora de la Asunción)، هي كاتدرائية رومانية كاثوليكية وهي مقر مطران أبرشية قرطبة مكرسة لذكرى انتقال العذراء بحسب المعتقدات المسيحية وتقع في إقليم أندلسية. نظراً لوضعها كمكان عبادة إسلامي سابق، يٌعرف المبنى أيضًا باسم المسجد الكبير في قرطبة أو مـِسكيتا من قبل السكان المحليين وكلمة مـِسكيتا (بالأسبانية: Mezquita) تعني مسجد باللغة الإسبانية. يعتبر الهيكل من أكثر المعالم الأثرية للعمارة الإسلامية، وهي مدرجة في قائمة مواقع التراث العالمي، كما تصدر سنة 2007 قائمة كنوز إسبانيا الإثنى عشر.
وفقًا للروايات التقليدية كان الموقع في الأصل كنيسة مسيحية على زمن القوط الغربيين تحت اسم كنيسة القديس فنسنت، وفي عام 784 أمر عبد الرحمن الأول بتحويل الكنيسة إلى مسجد خلال الحكم الأموي في الأندلس وبإعادة بناء المبنى، والذي وسعه الحكام المسلمين الآخرين كثيرًا في وقت لاحق. عادت قرطبة إلى الحكم المسيحي خلال سقوط الأندلس في عام 1236، وحول الإسبان لاحقاً المسجد إلى كنيسة تتبع الكنيسة الكاثوليكية الرومانية، وبلغت ذروته بإدخال صحن الكاتدرائية خلال عصر النهضة في القرن السادس عشر. شكلت الكاتدرائية نموذج لتداخل فن العمارة الإسلامية والمسيحية. وتعتبر كاتدرائية قرطبة بوصفها واحدة من المعالم الأثرية الأشهر للعمارة الإسلامية في إسبانيا.

## تاريخ كاتدرائية - جامع قرطبة

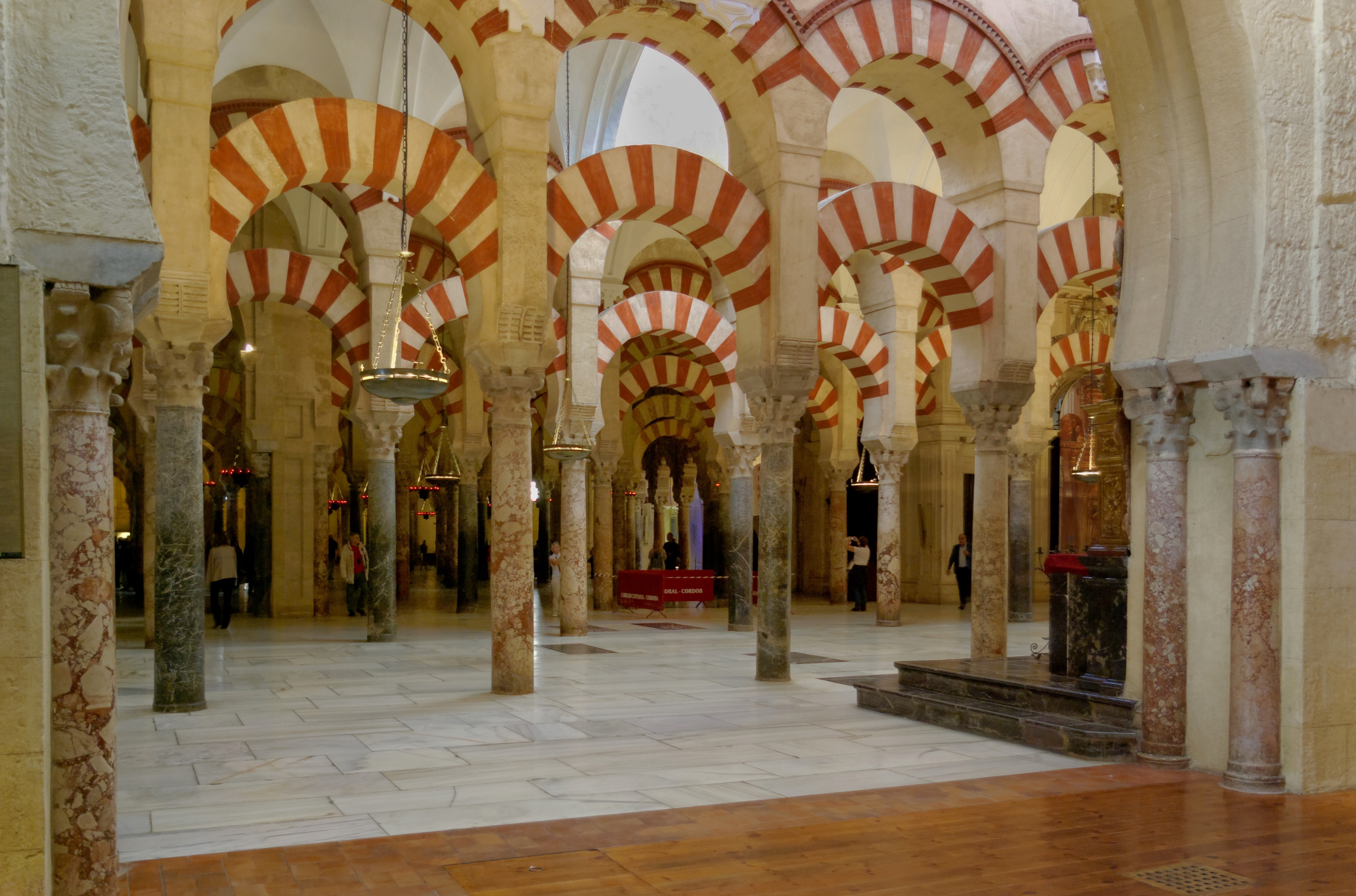
المسجد من الداخل.

لقد تم بناء هذا الجامع خلال قرنين ونصف قرن تقريبا، ويرجع تأسيس المسجد إلى سنة 92 هـ عندما اتخذ بنو أمية قرطبة حاضرة الخلافة الأموية في الأندلس، حيث شاطر المسلمون المسيحيين قرطبة كنيستهم العظمى، فبنوا في شطرهم مسجداً وبقي الشطر الآخر للروم، وحينما ازدحمت المدينة بالمسلمين وجيوشهم اشترى عبد الرحمن الداخل شطر الكنيسة العائد للروم مقابل أن يُعيد بناء ما هُدم من كنائسهم وقت الغزو[بحاجة لمصدر]، وقد أمر عبد الرحمن الداخل بإنشائه سنة 785م وكانت مساحته آنذاك 4875 متراً مربعاً وكان المسجد قديماً يُسمى بجامع الحضرة أي جامع الخليفة أمّا اليوم فيُسمى بمسجد الكاتدرائية بعد أن حوله الإسبان كاتدرائية مسيحية. أهم ما يميز هذا الجامع ويجعله فريدا في تاريخ الفن المعماري أن كل الإضافات والتعديلات وأعمال الزينة، كانت تسير في اتجاه واحد وعلى وتيرة واحدة، بحيث يتسق مع شكله الأساسي.

## مميزات المسجد

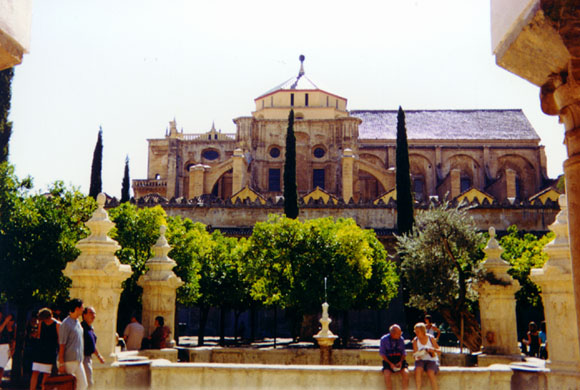
إيوان جامع قرطبة.

كان الشكل الأصلي لمسجد عبد الرحمن عام 170 هـ، يتألف من حرم عرضه 73.5 متر، وعمقه 36.8 متر، مقسم إلى 11 رواقاً، بواسطة 10 صفوف من الأقواس، يضم كل منها 12 قوسا ترتكز على أعمدة رخامية وتمتد عمودياً على الجدار الخلفي. وهذه الصفوف تتألف من من طبقتين من الأقواس، الأقواس السفلى منها على شكل حدوة فرس، والعليا تنقص قليلاً عن نصف دائرة، وهي تحمل سقفاً منبسطاً، يرتفع مقدار 9.8 أمتار عن الأرضية وفوقها 11 سقفاً جمالياً متوازياً، بينها أقنية عميقة مبطنة بالرصاص. والحرم ينفتح على الصحن بواسطة 11 قوسا حدويا، ترتكز على عضائد على شكل T. والصحن عرضه 73.21 مترا وعمقه 60.7 مترا. للجامع باب غربي وباب شمالي على المحور الشمالي الجنوبي، كما له على الأرجح باب شرقي متوافق مع الأول. وكان للحرم باب واحد يعرف اليوم باسم (بوير تادي سان استيبان)، وللحرم أيضاً 3 دعائم شرقية وغربية، تبرز 1.5 متر، ودعامتان ركنتيان وعلى الأرجح 10 في الجانب الجنوبي، لتتحمل ضغط صفوف الأقواس. وسمك الجدران قدره 1.14 متر. والصحن لم يكن محاطاً بأروقة، والكتابات التي تزين واجهة المحراب يصعب فهمها، ومما كتب عليه: ﴿ذَلِكَ عَالِمُ الْغَيْبِ وَالشَّهَادَةِ الْعَزِيزُ الرَّحِيمُ ۝٦﴾ (سورة السجدة، الآية 6)، ومما كتب أيضا : موقف الإمام المستنصر بالله عبد الله الحكم. كما كتبت عليه آية ﴿هُوَ اللَّهُ الَّذِي لَا إِلَهَ إِلَّا هُوَ الْمَلِكُ الْقُدُّوسُ السَّلَامُ الْمُؤْمِنُ الْمُهَيْمِنُ الْعَزِيزُ الْجَبَّارُ الْمُتَكَبِّرُ سُبْحَانَ اللَّهِ عَمَّا يُشْرِكُونَ ۝٢٣﴾ (سورة الحشر، الآية 23)، ومن أعمال الحكم في جامع قرطبة مد قنوات المياه إلى السقايات. والميضآت التي أحدثها، وقد أوصل الماء إلى المسجد عبر قناة تم مدها من سفح جبل العروس قرب قرطبة كما أنشا الحكم عدداً من المقاصير، منها مقصورة «دار الصدفة» غربي الجامع، وقد جعلها مركزاً لتوزيع الصدقات، ومقصورة أخرى أمام الباب الغربي كان الفقراء يتخذونها مسكناً لهم.

## التوسعة المعمارية
كانت مقاييس الجامع الأول (75 م × 65 م) بالإضافة إلى صحن الجامع، وفي عهد الأمير الأموي الأندلسي عبد الرحمن الأوسط تمت توسعته أكثر، وأضاف المحراب والقنطرة الموجودة فوق الشارع الرئيسي الذي يمر غرب الجامع لانتقال الأمير إلى المسجد من قصره دون المرور بالشارع.
في سنة 951م، أنشأ عبد الرحمن الناصر مئذنة جديدة في أقصى صحن الجامع جهة الشمال، وهي على هيئة برج ضخم له شرفتان للأذان يصعد إليها بسلم داخلي، وهذه المئذنة لا تزال قائمة، وقد حولت إلى برج أجراس.
و في عهد محمد بن أبي عامر المنصور في عصر الأمير هاشم المؤيد عام 987م زيد في الجامع فأصبحت مقاييسه (125 مترا × 180 مترا) لتكون مساحته 22500 م2 أي خمسة أفدنة.

## ما حدث للجامع
- 400 هـ : تعرّض المسجد للنهب، بعد أن ترك الناس قرطبة، نتيجة القتال الذي نشب بين محمد المهدي وبين سليمان بن الحكم.
- 633 هـ / 1236م : اجتاح قساوسة قرطبة ما فيها من مساجد وقصور.

## صحن النارنج
يعد صحن المسجد الكبير قطعة فنية إسلامية، فهو محاط بسور تتخلله سبعة أبواب، وفي جهته الشمالية توجد المئذنة. بنيت في جزء منه كاتدرائية يؤمها المسيحيون للعبادة. أما المسجد الكبير ويحمله أكثر من 800 عمود فأصبح متحفا يزوره السياح. وقد زرع الناس أشجار النارنج، وأشجار الليمون فيه، ولهذا يسمى صحن النارنج.

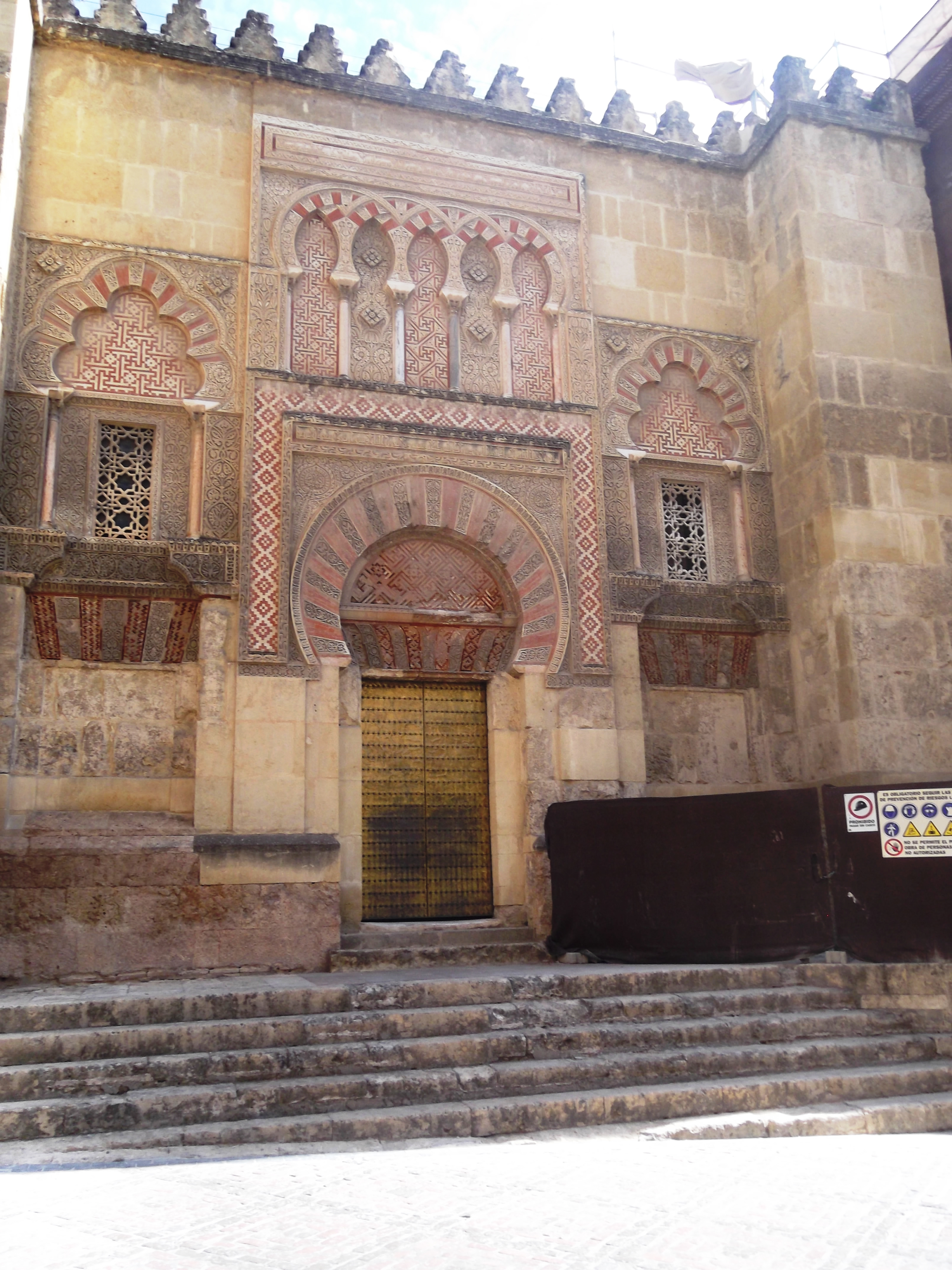
المسجد الكبير - أحد الأبواب القديمة : كاتدرائية قرطبة
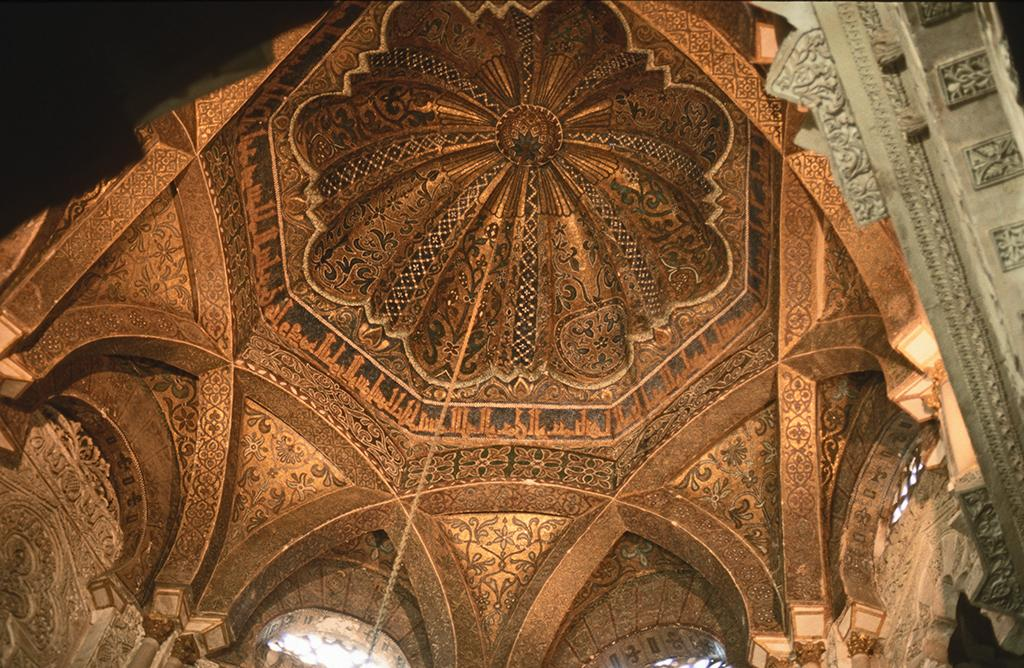
قبة كاتدرائية - جامع قرطبة
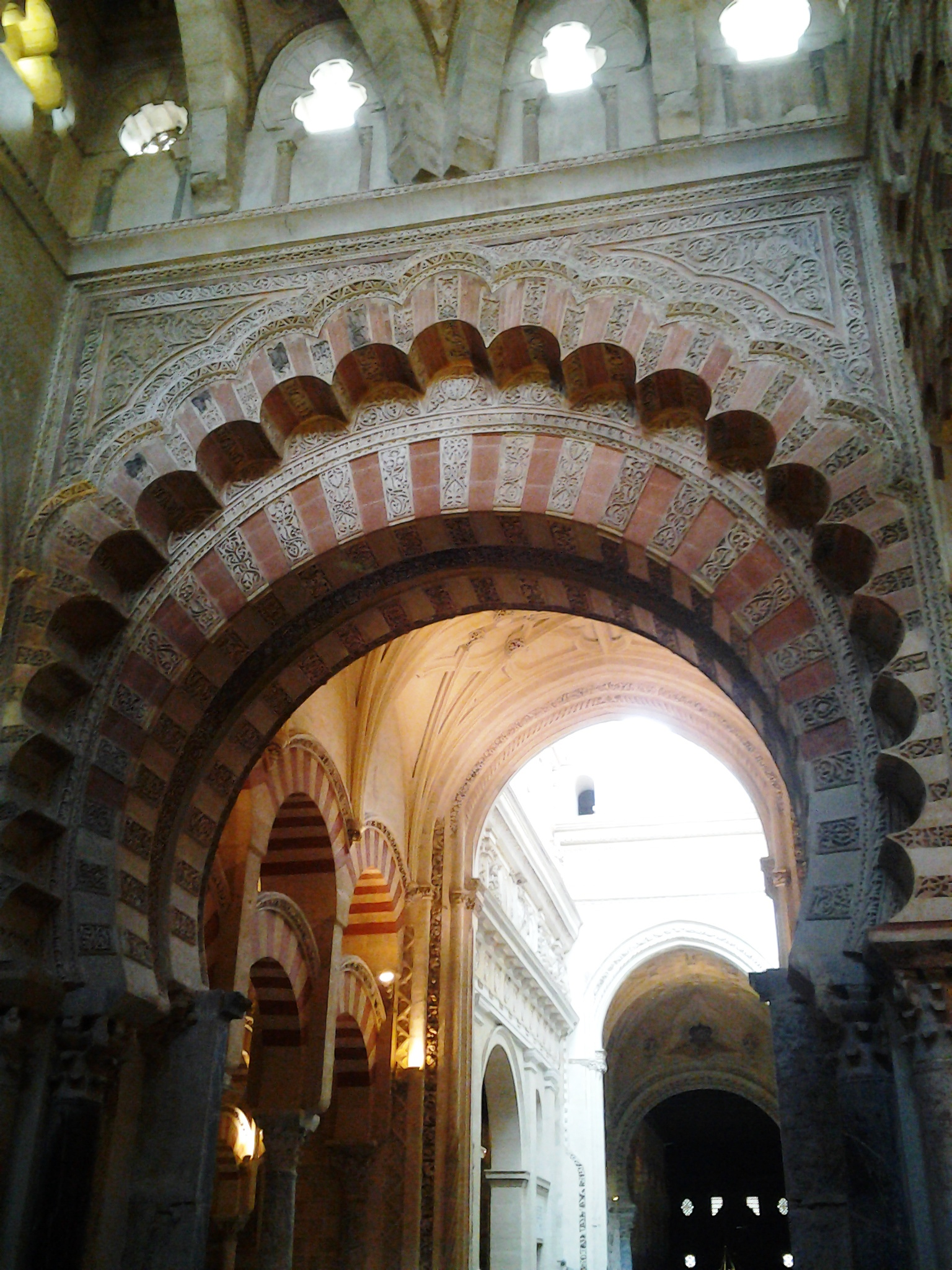
النقش داخل كاتدرائية - جامع قرطبة
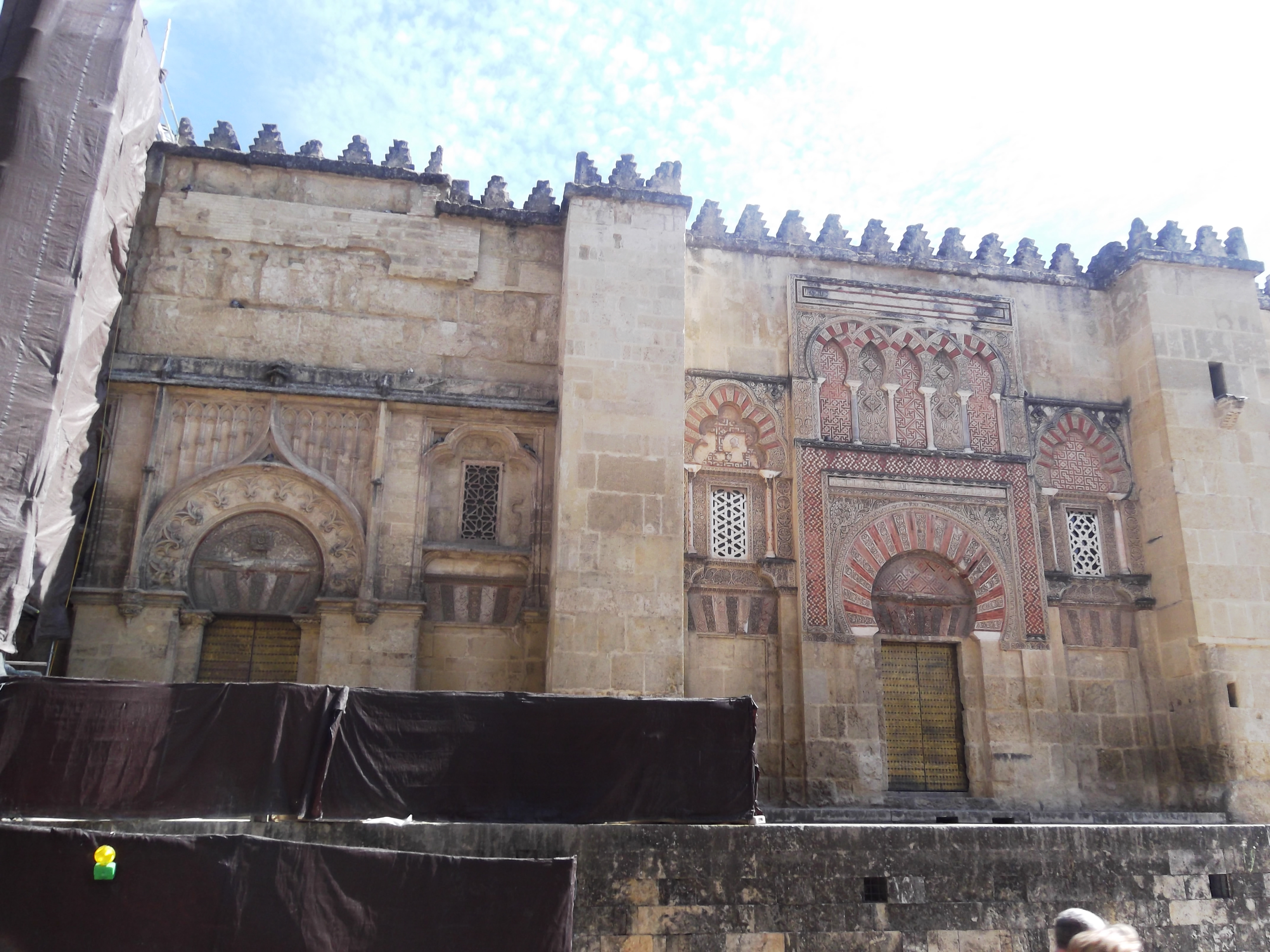
كاتدرائية - جامع قرطبة من الخارج.
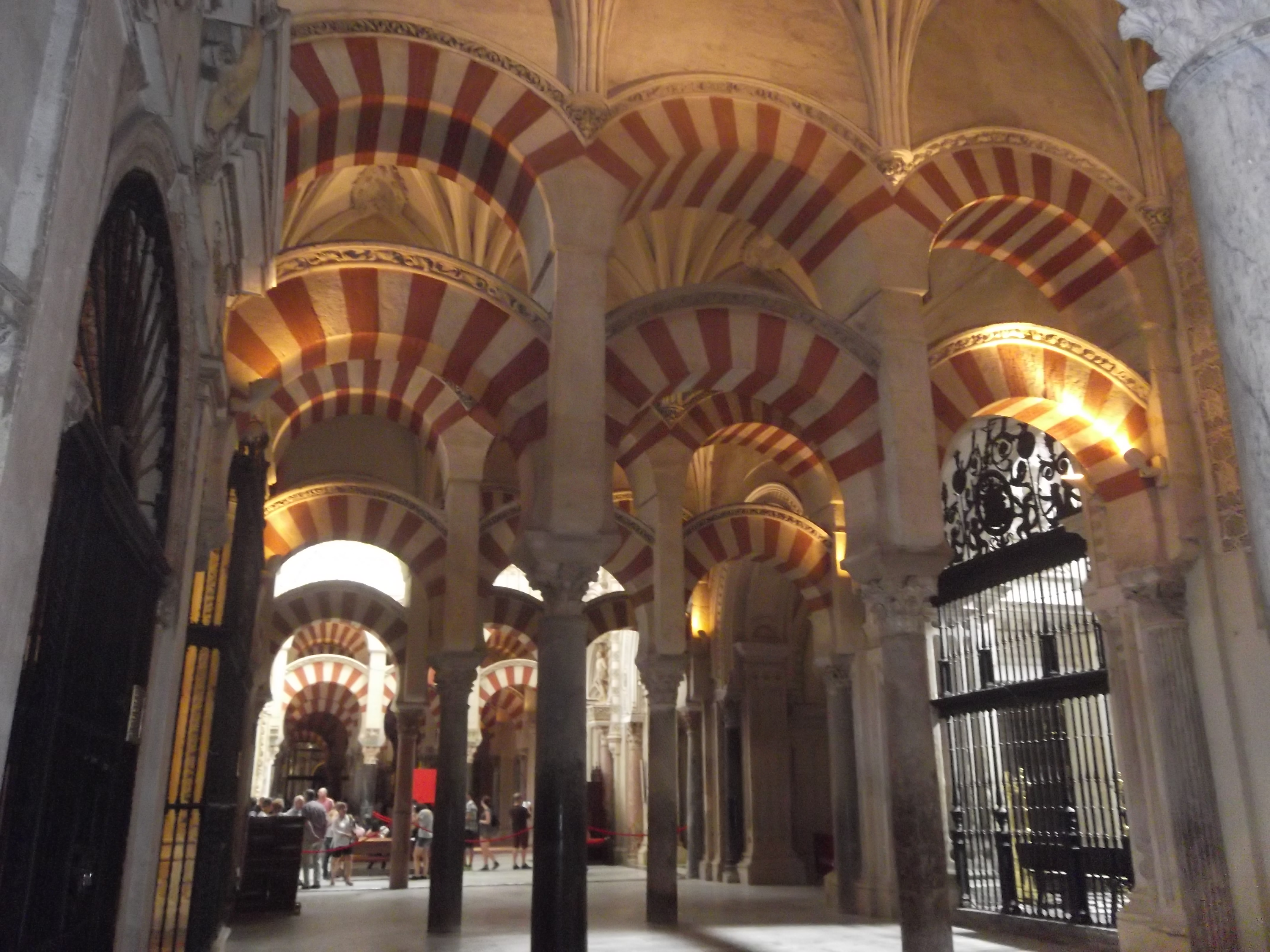
الكاتدرائية من الداخل
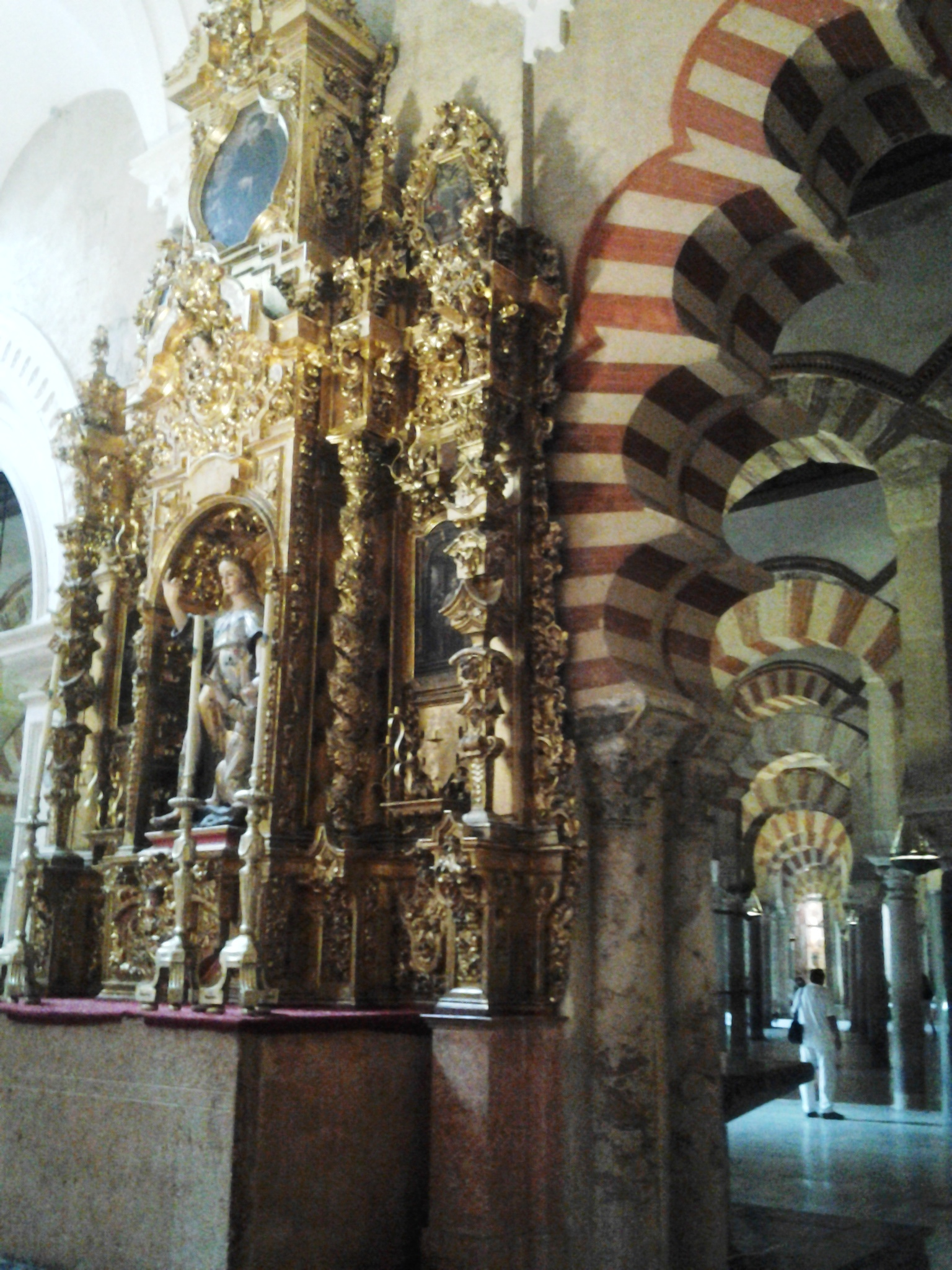
التناغم بين مسجد وكاتدرائية قرطبة من الداخل.
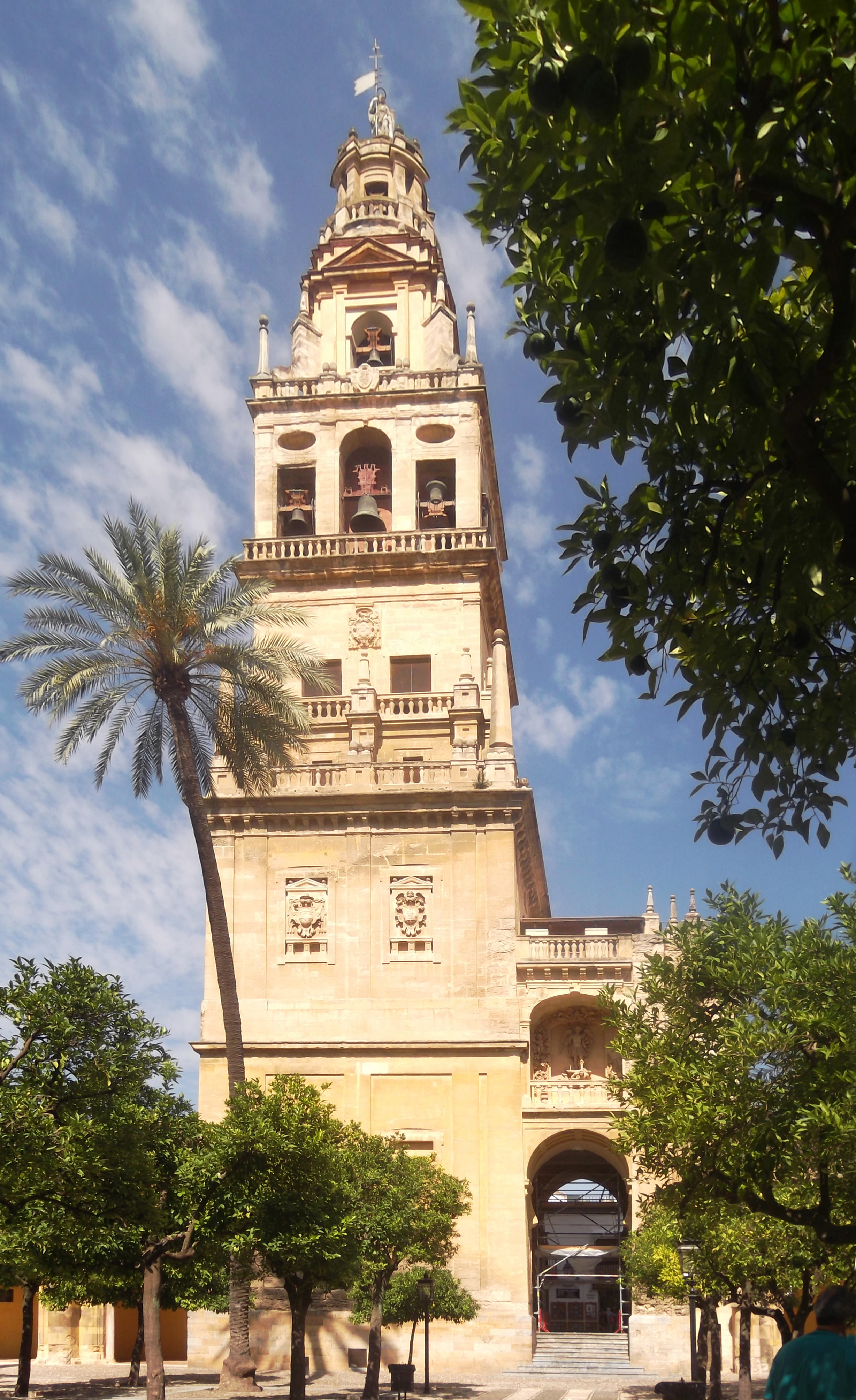
أجرسية (منارة) الكاتدرائية.
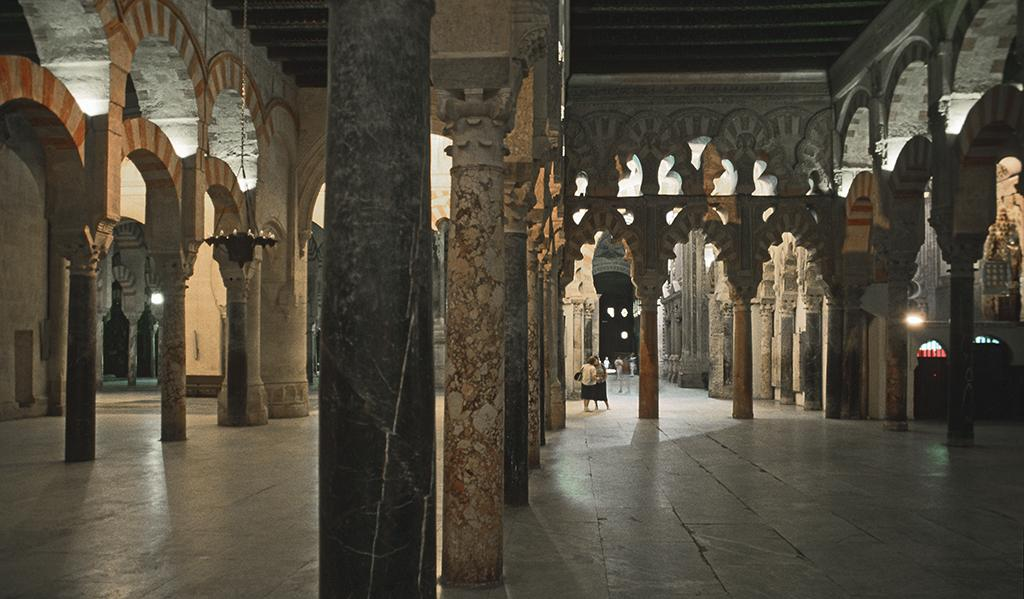
الكاتدرائية من الداخل.
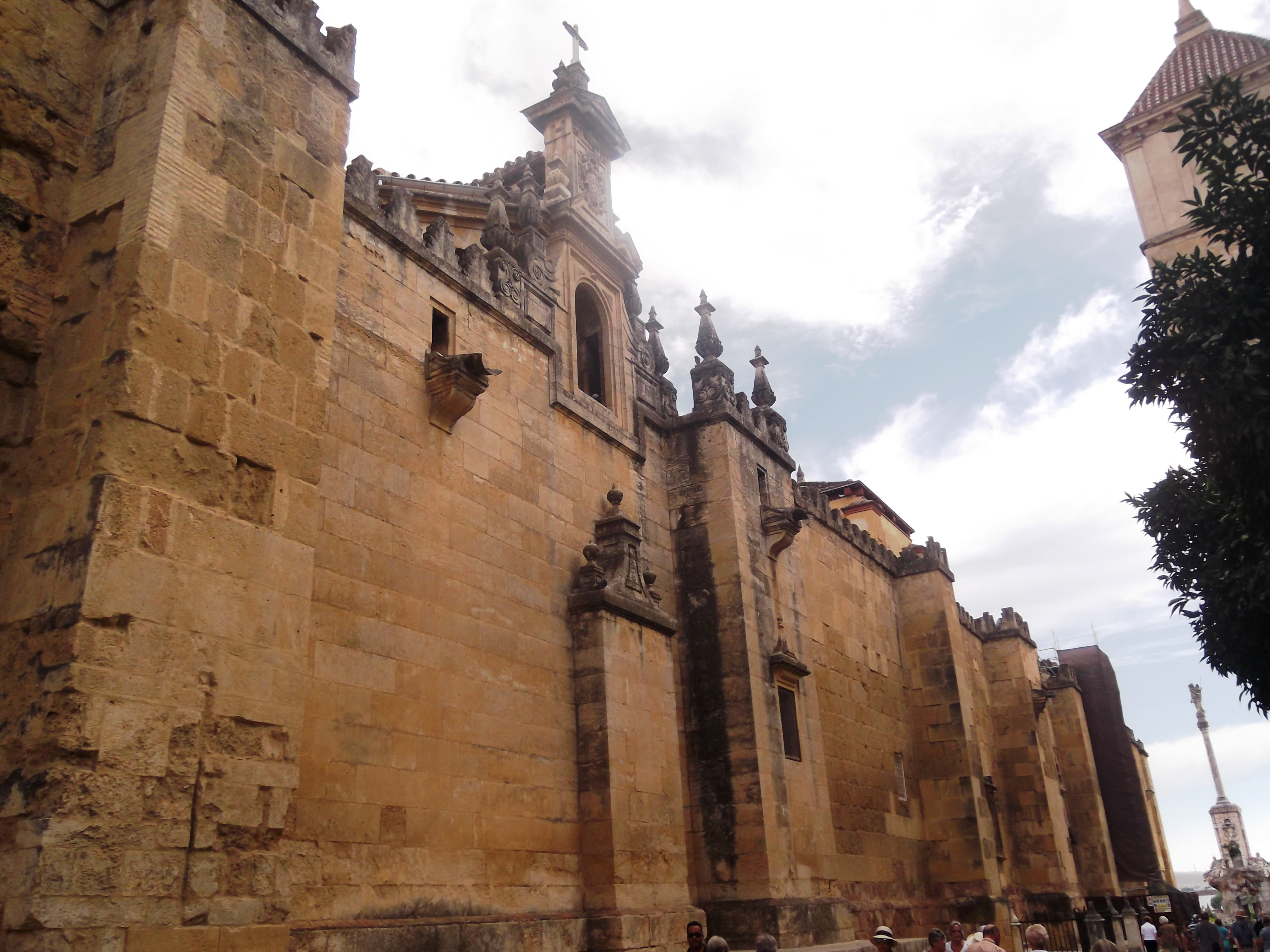
من الخارج.
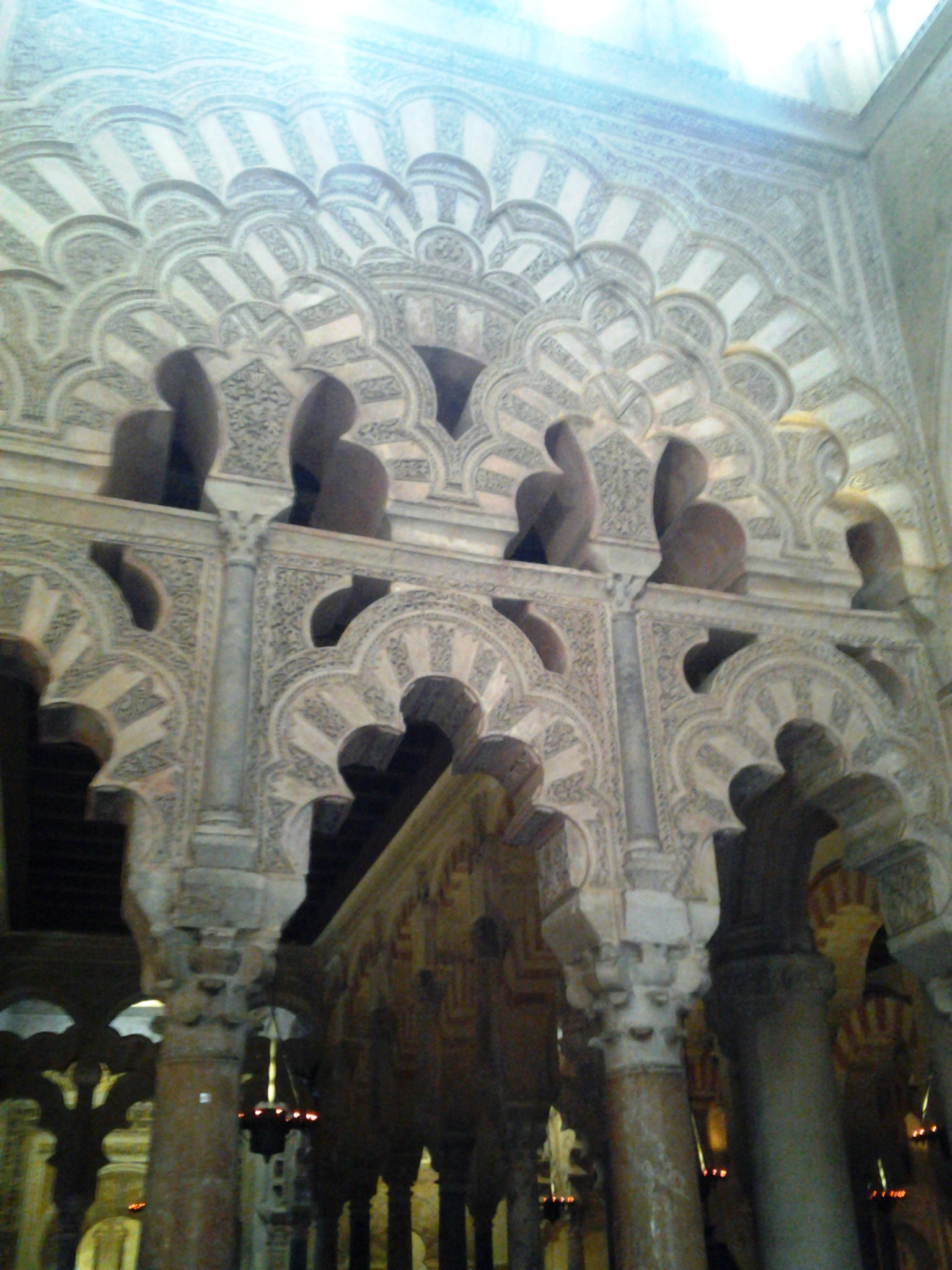
النقش داخل كاتدائية قرطبة.
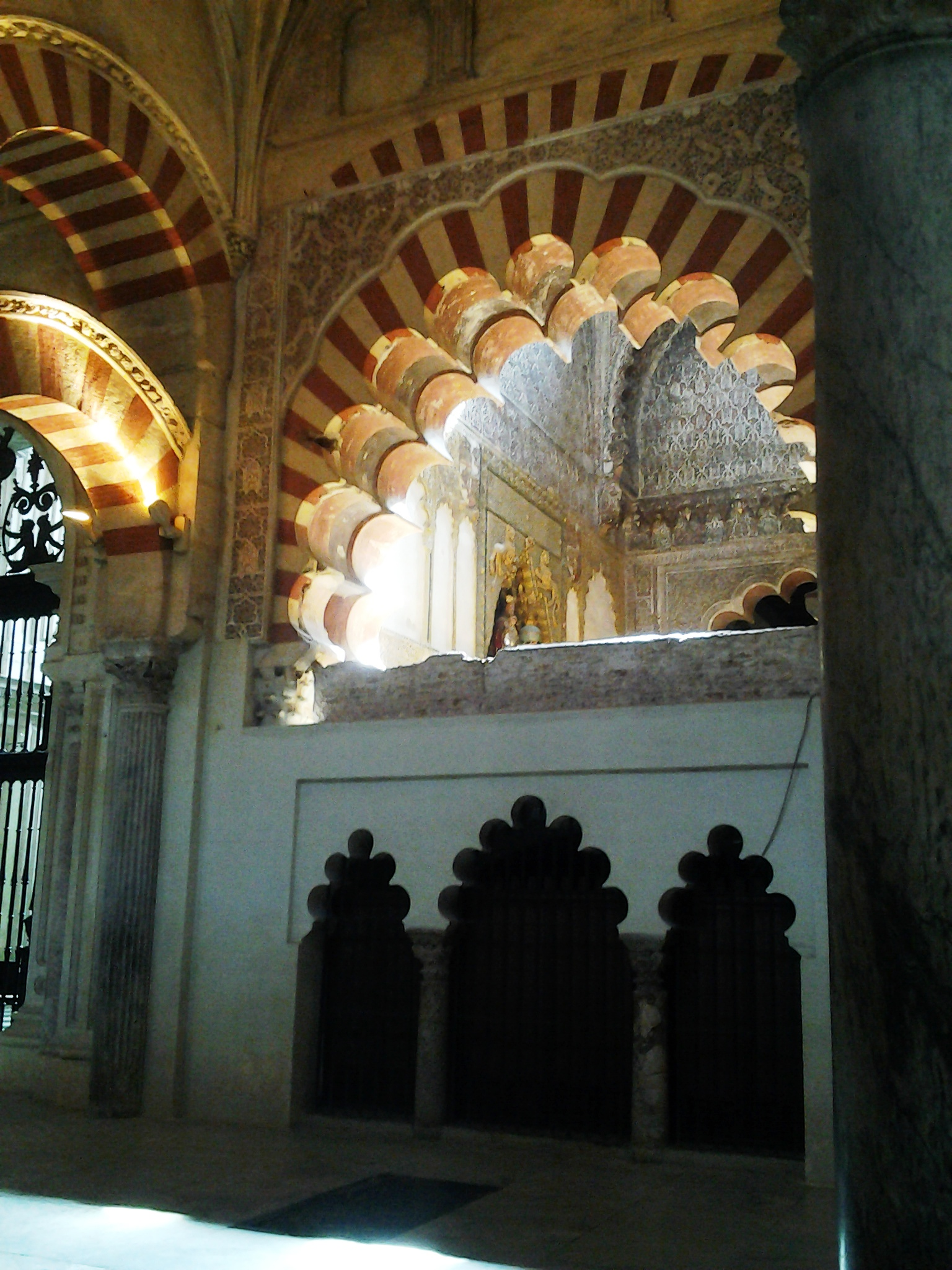
مسجد - كاتدرائية قرطبة من الداخل.
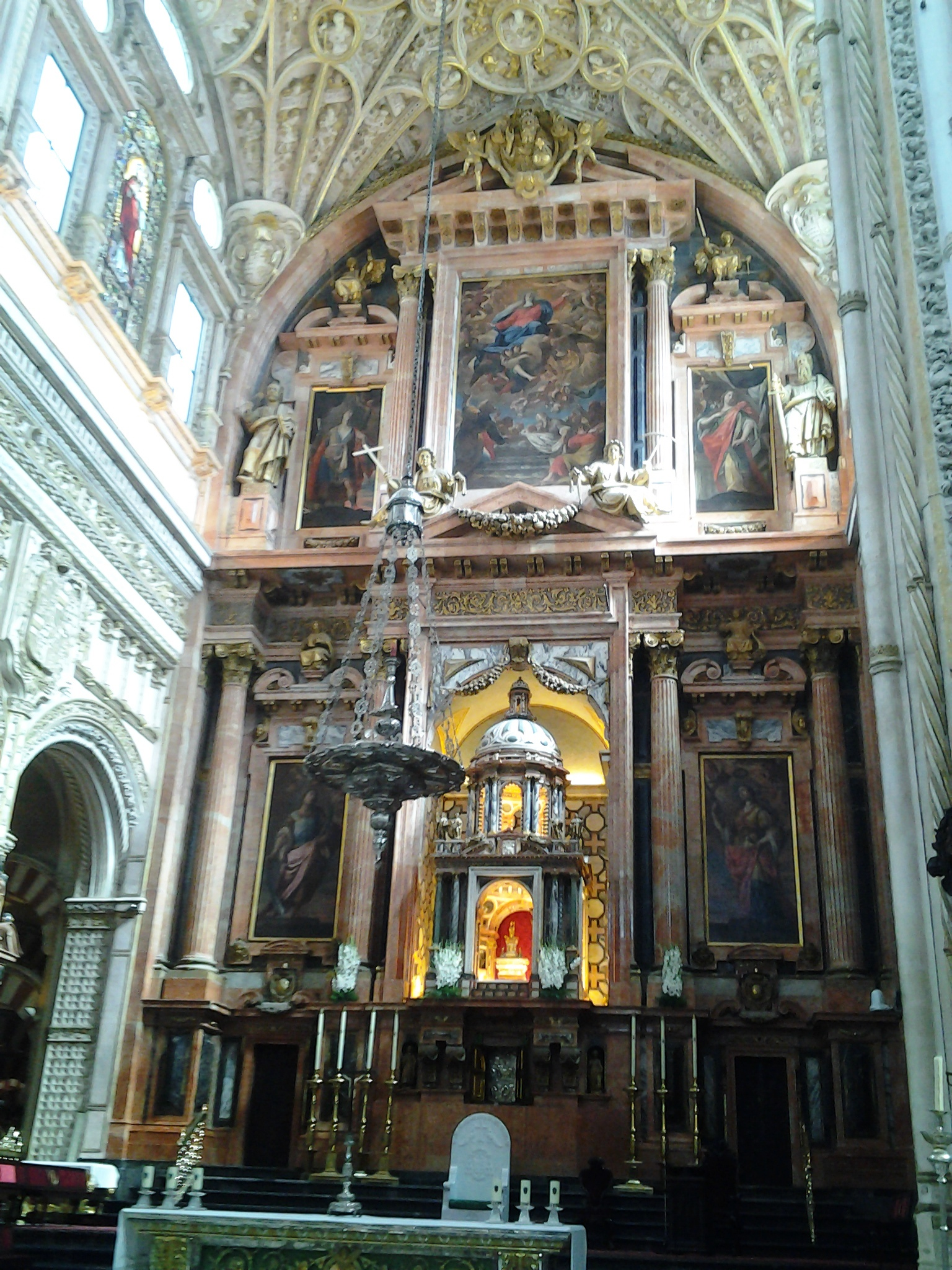
كابيلا داخل الكاتدرائية.
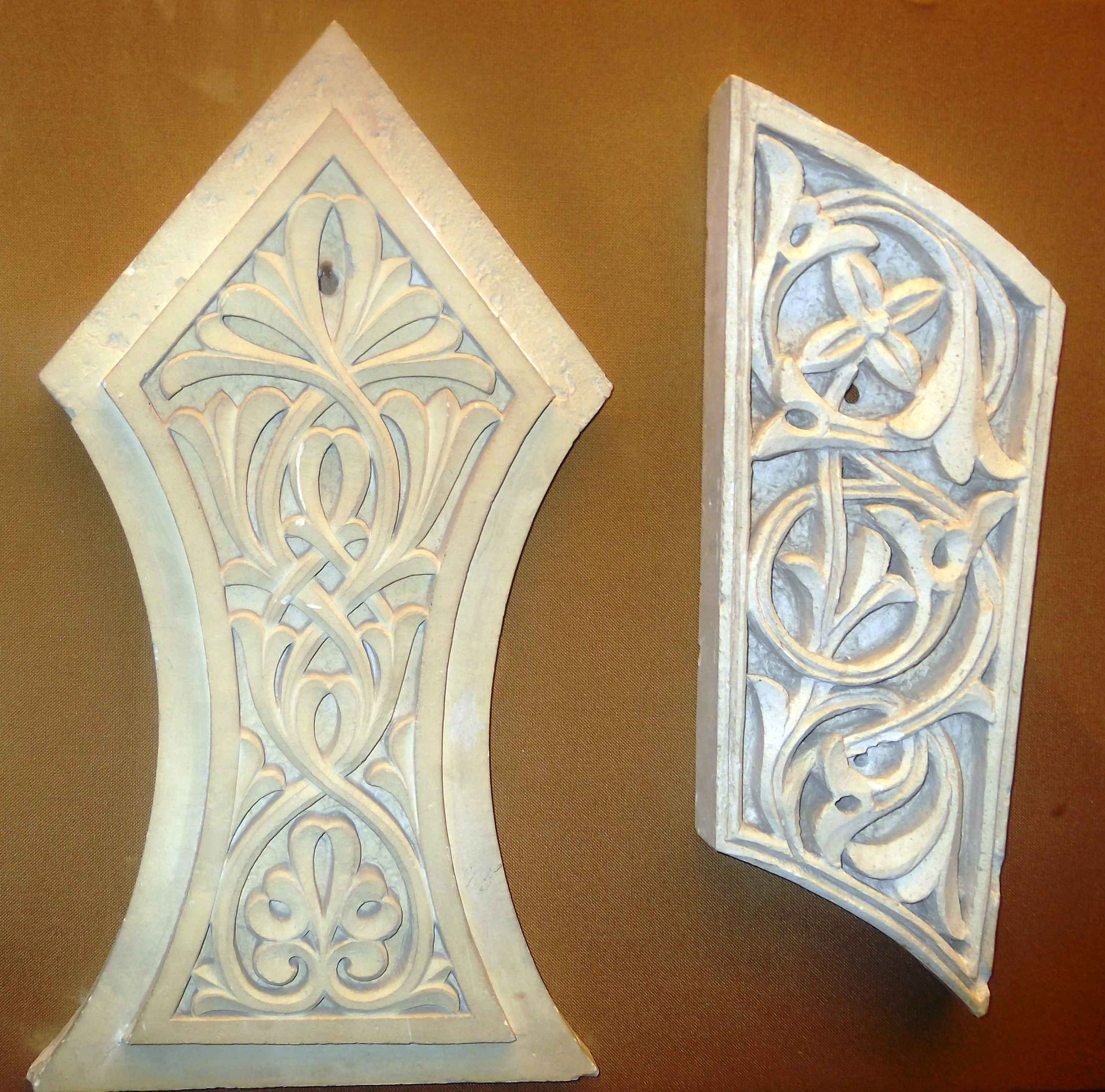
نموذج مصغر للحجارة المستخدمة في بناء المسجد.
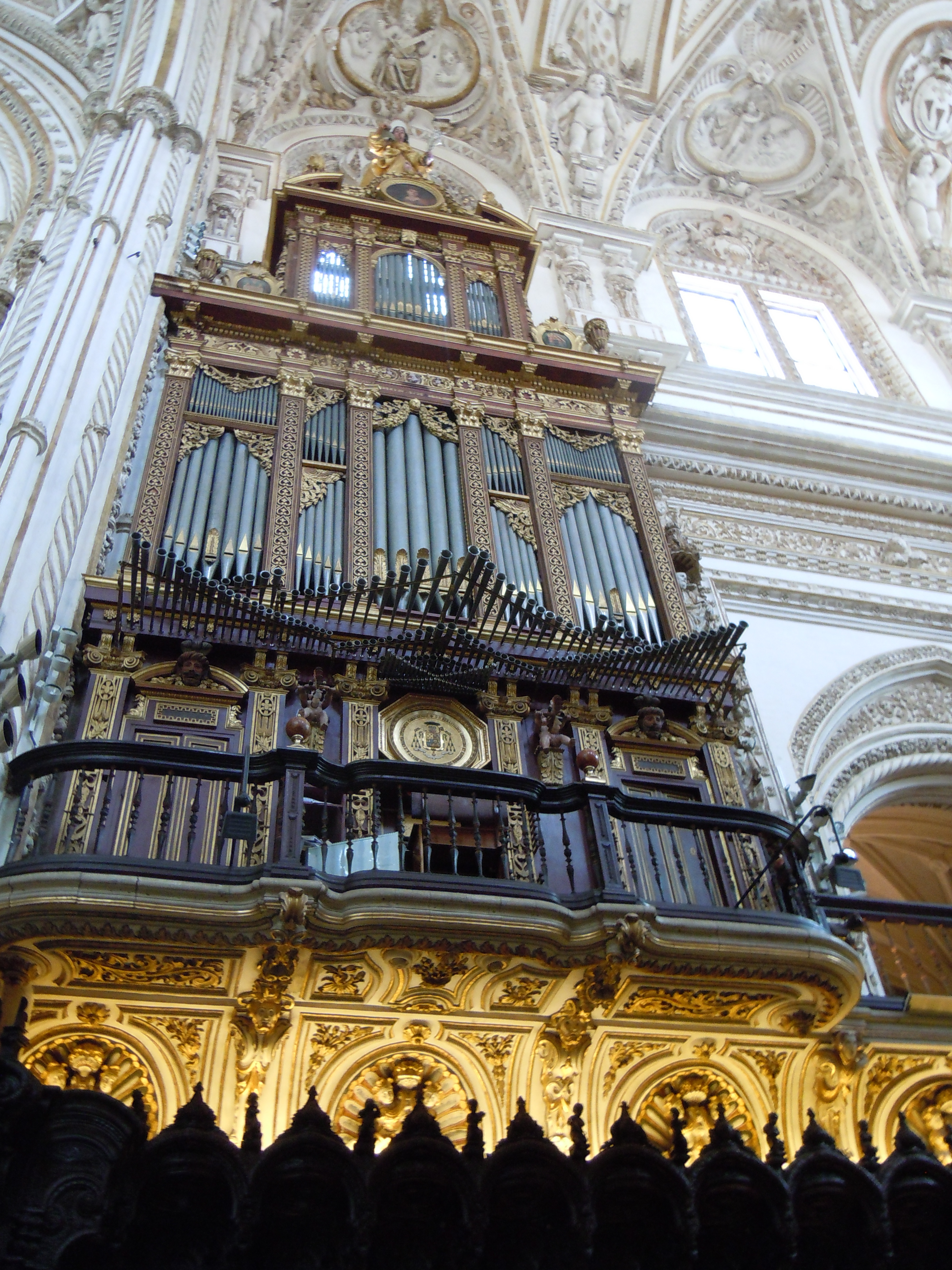
أورغ داخل الكنيسة
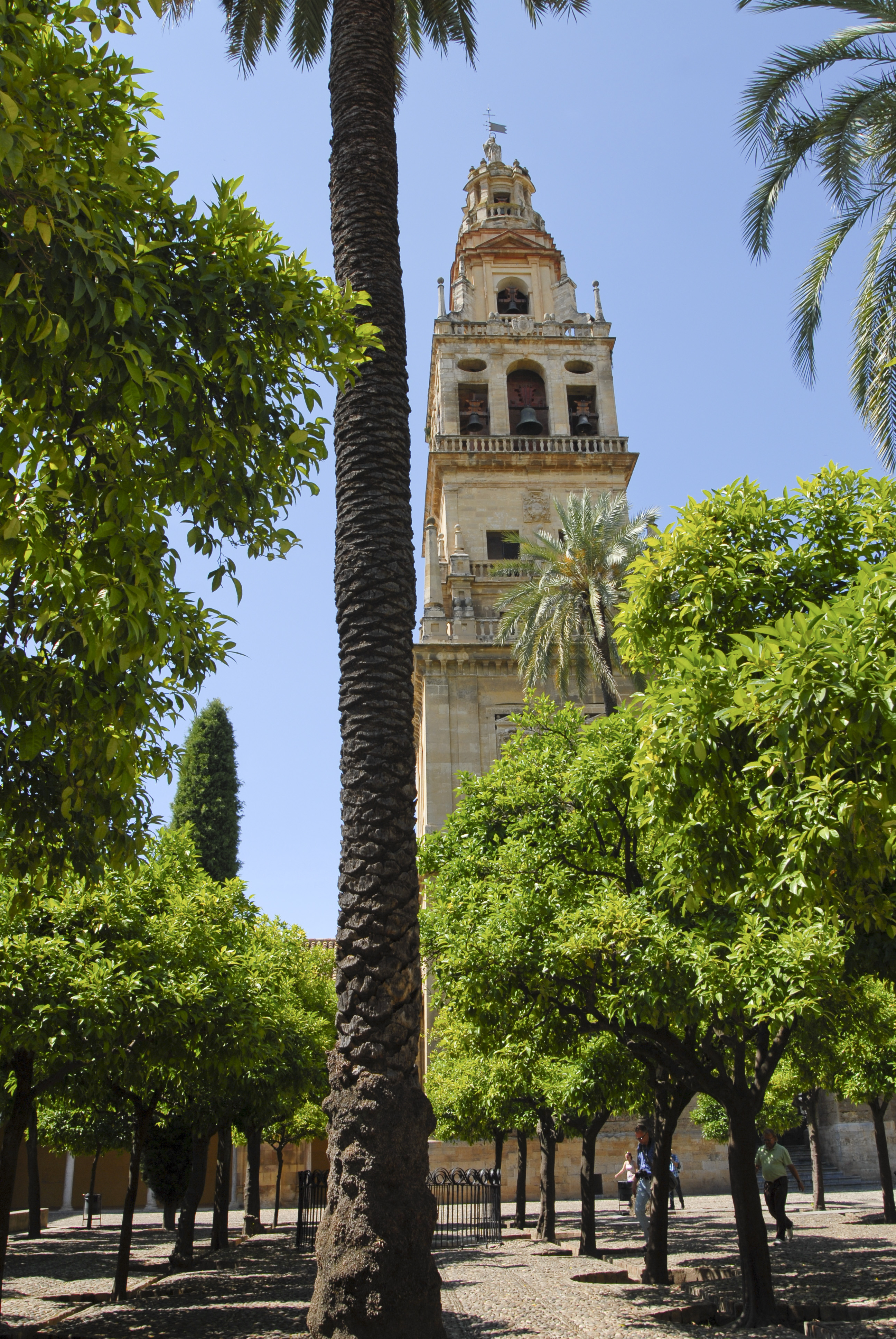
الكنيسة من الخارج
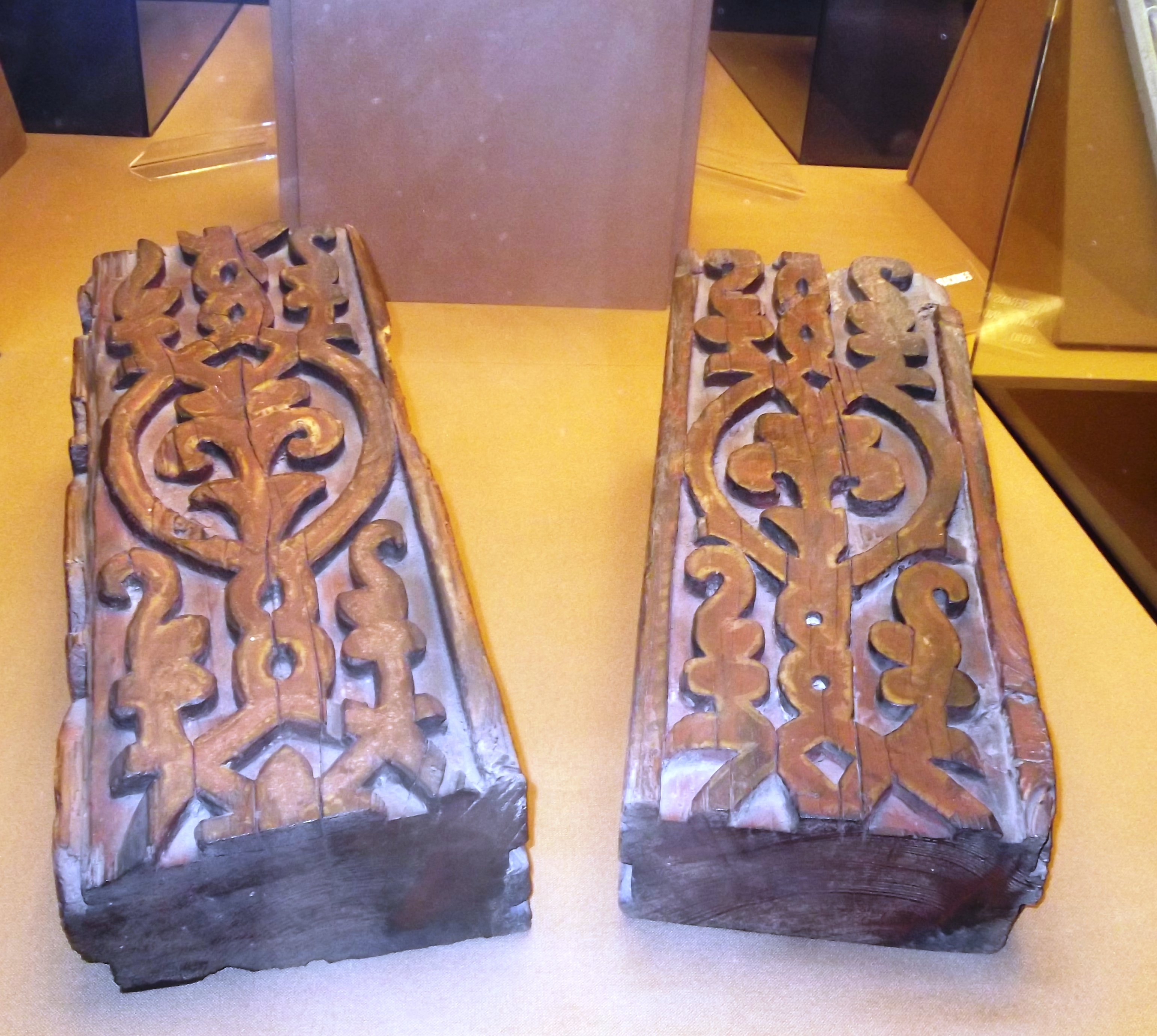
نموذج مصغر للحجارة المستخدمة في بناء المسجد.
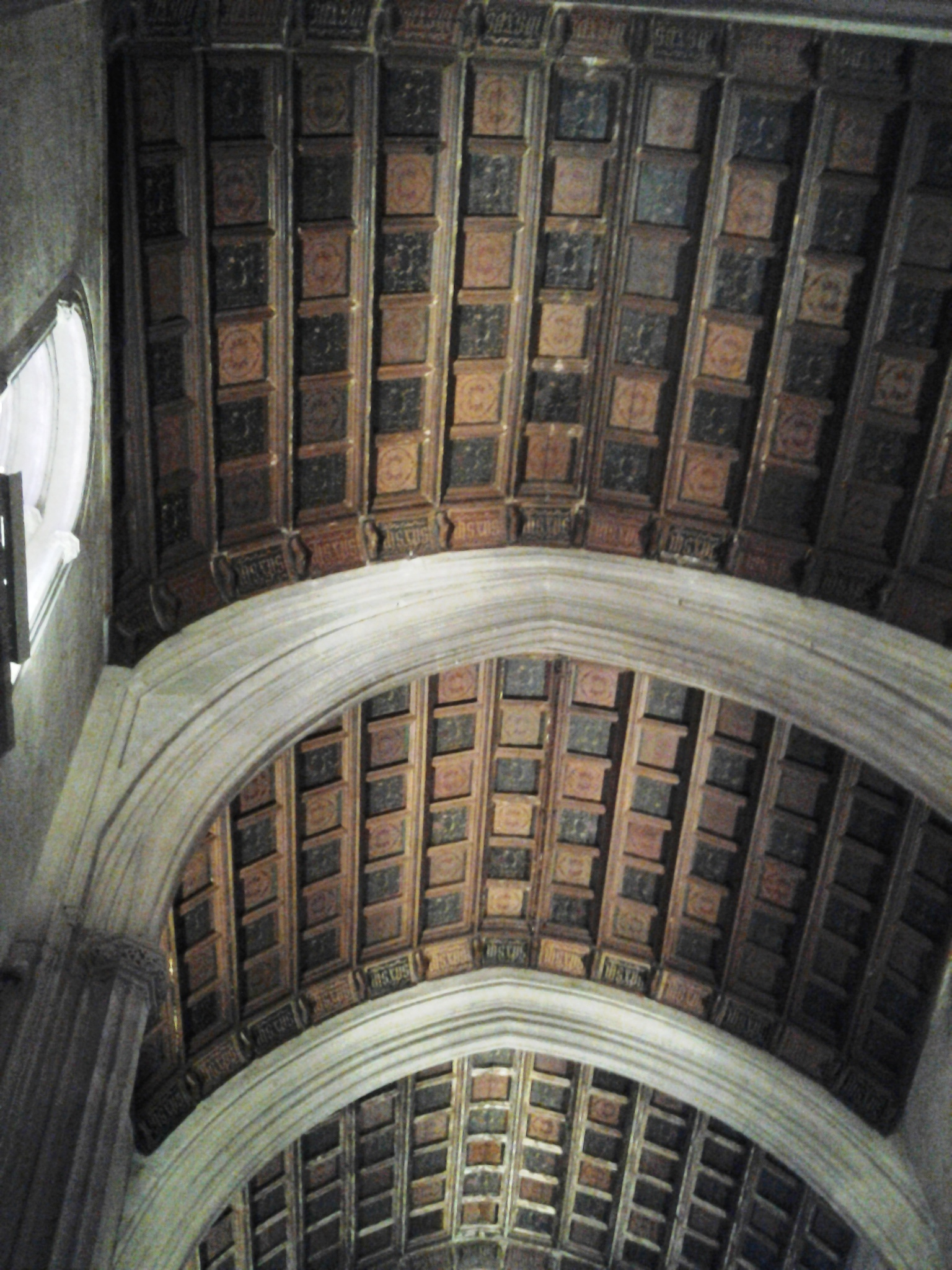
النقش بالسقف داخل الكاتدرائية.
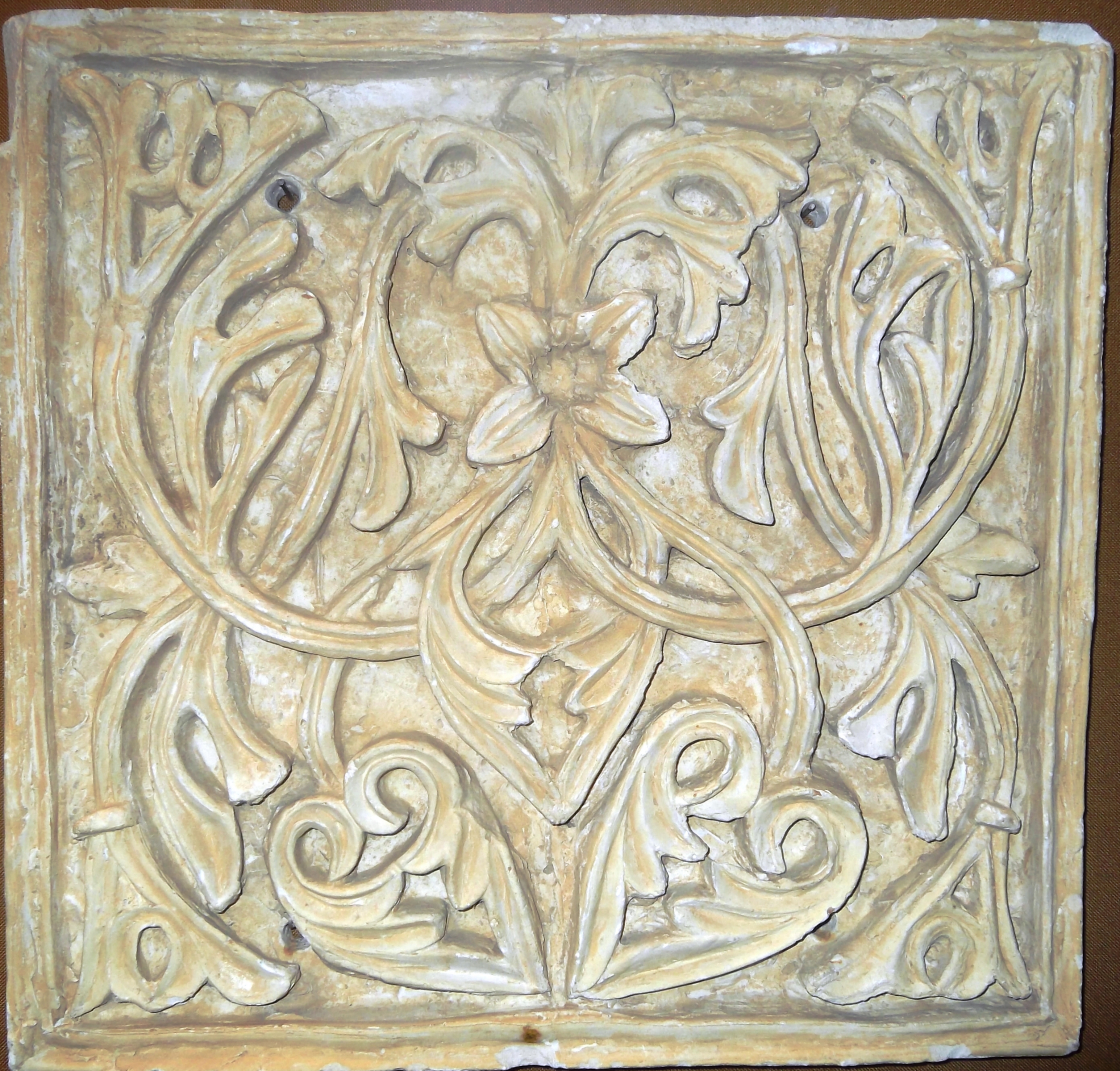
نموذج مصغر للحجارة المستخدمة في بناء المسجد.
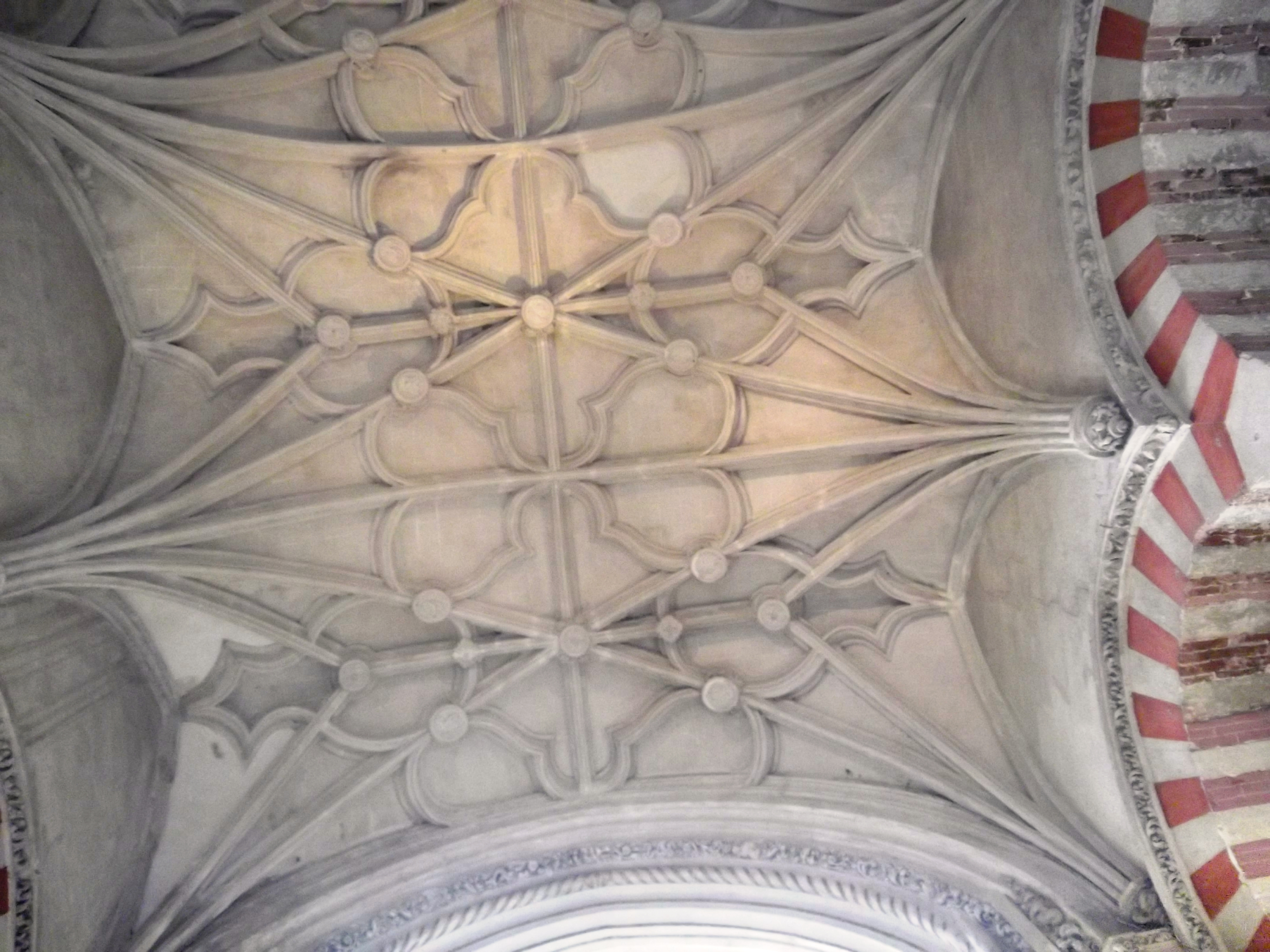
النقش بالسقف داخل كاتدرائية قرطبة.
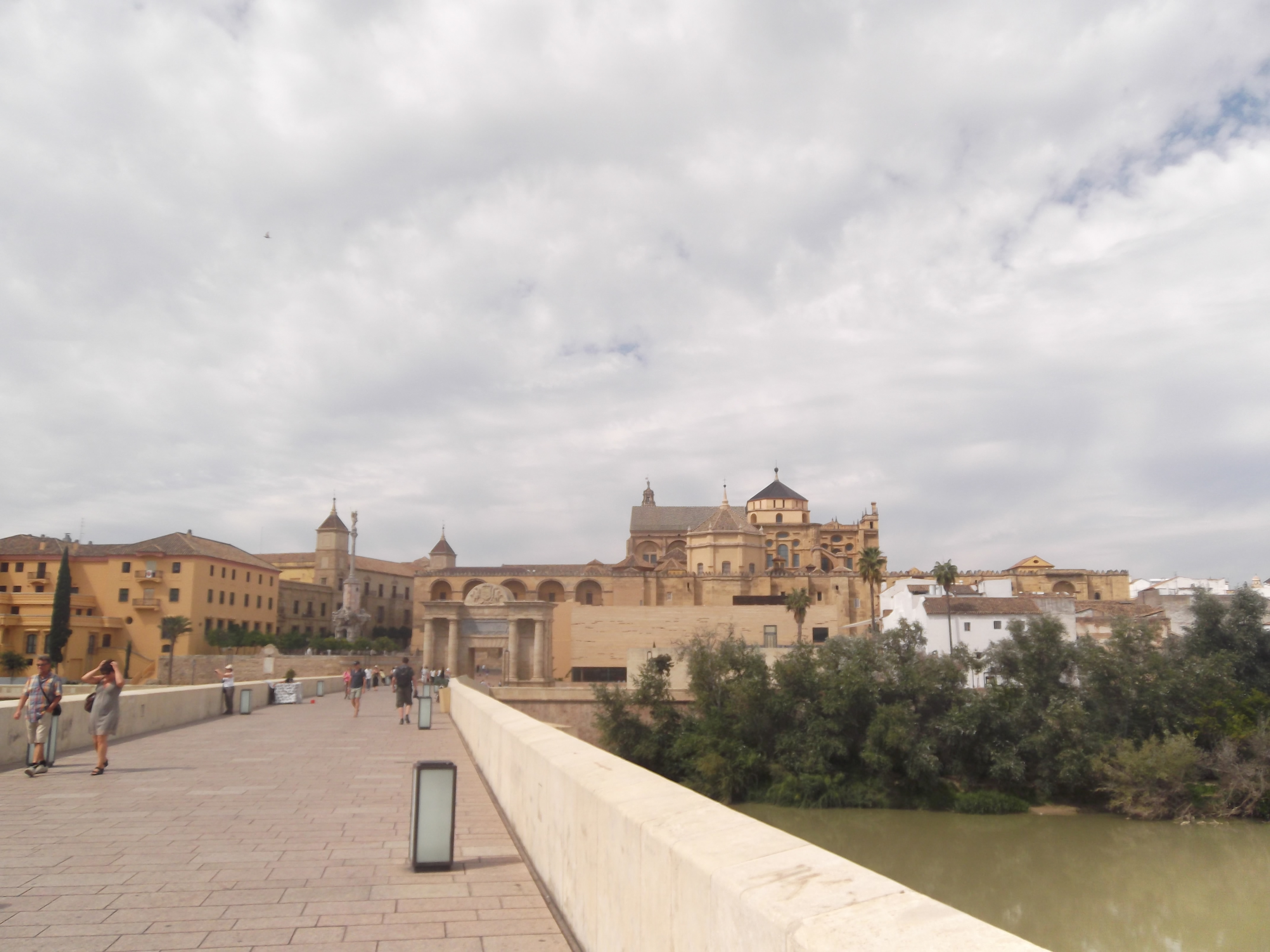
الجسر الروماني ومنظر يجمع بين نهر الوادي الكبير وكاتدرائية قرطبة.
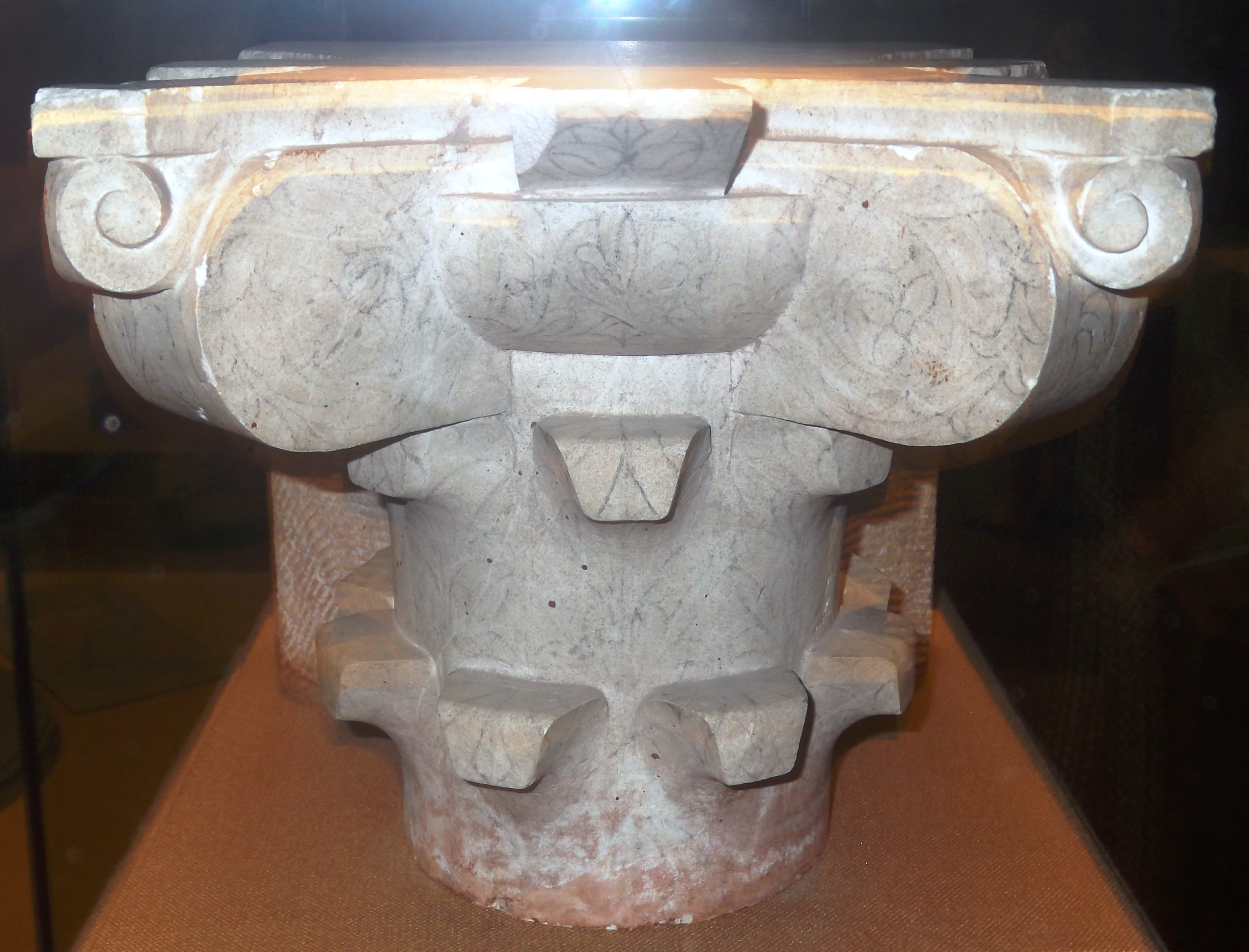
نموذج مصغر للحجارة المستخدمة في بناء المسجد.
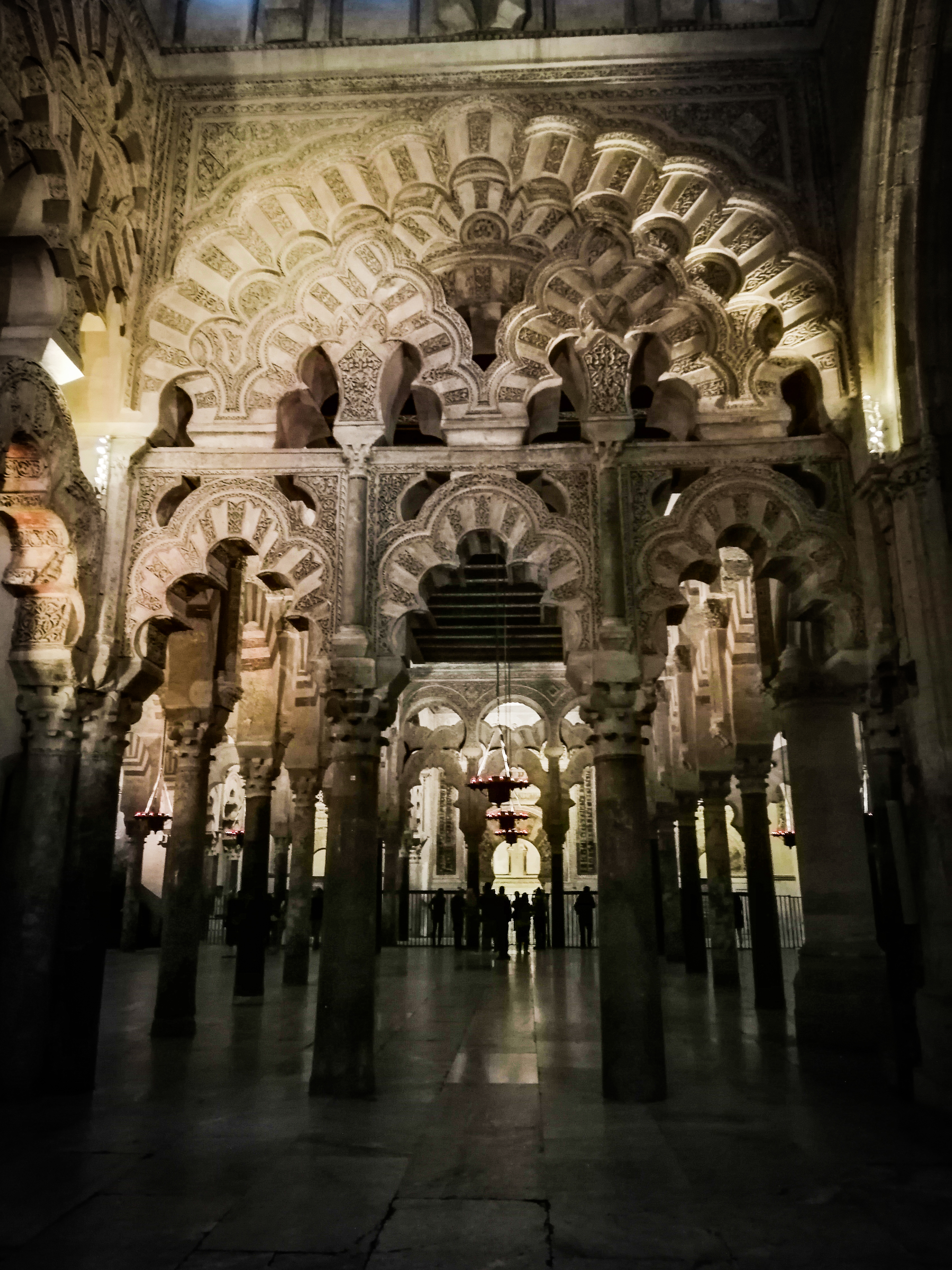
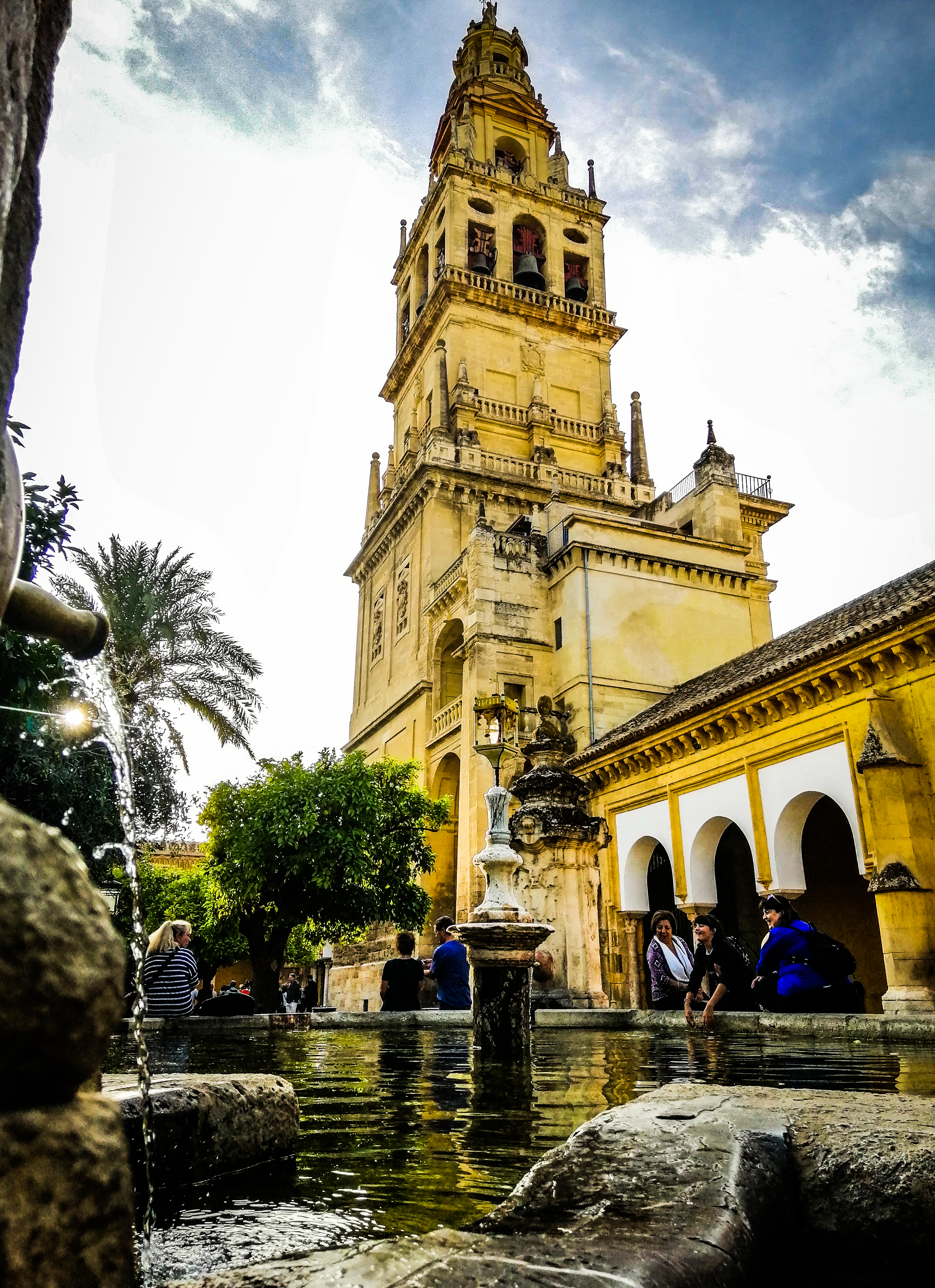
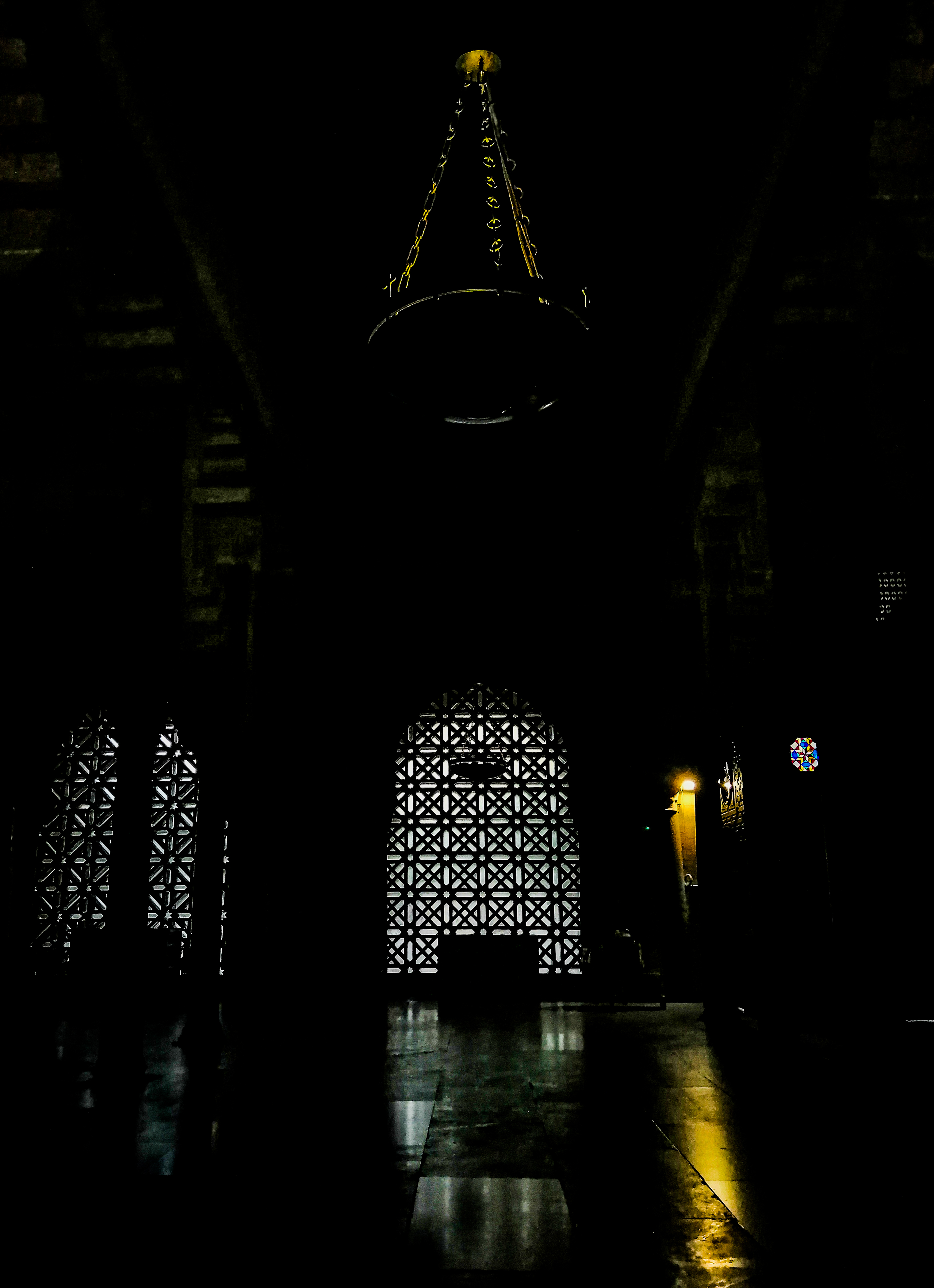
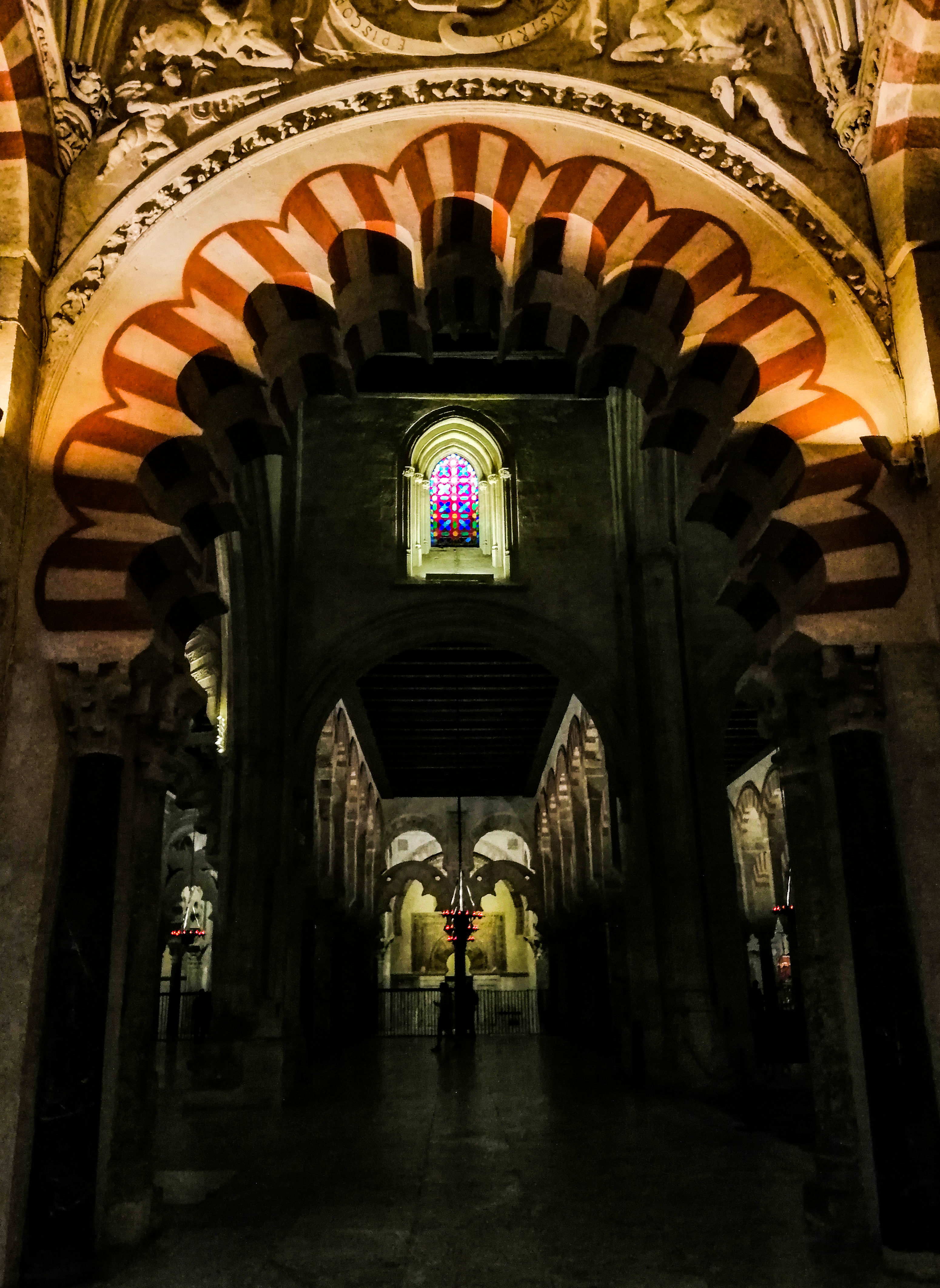
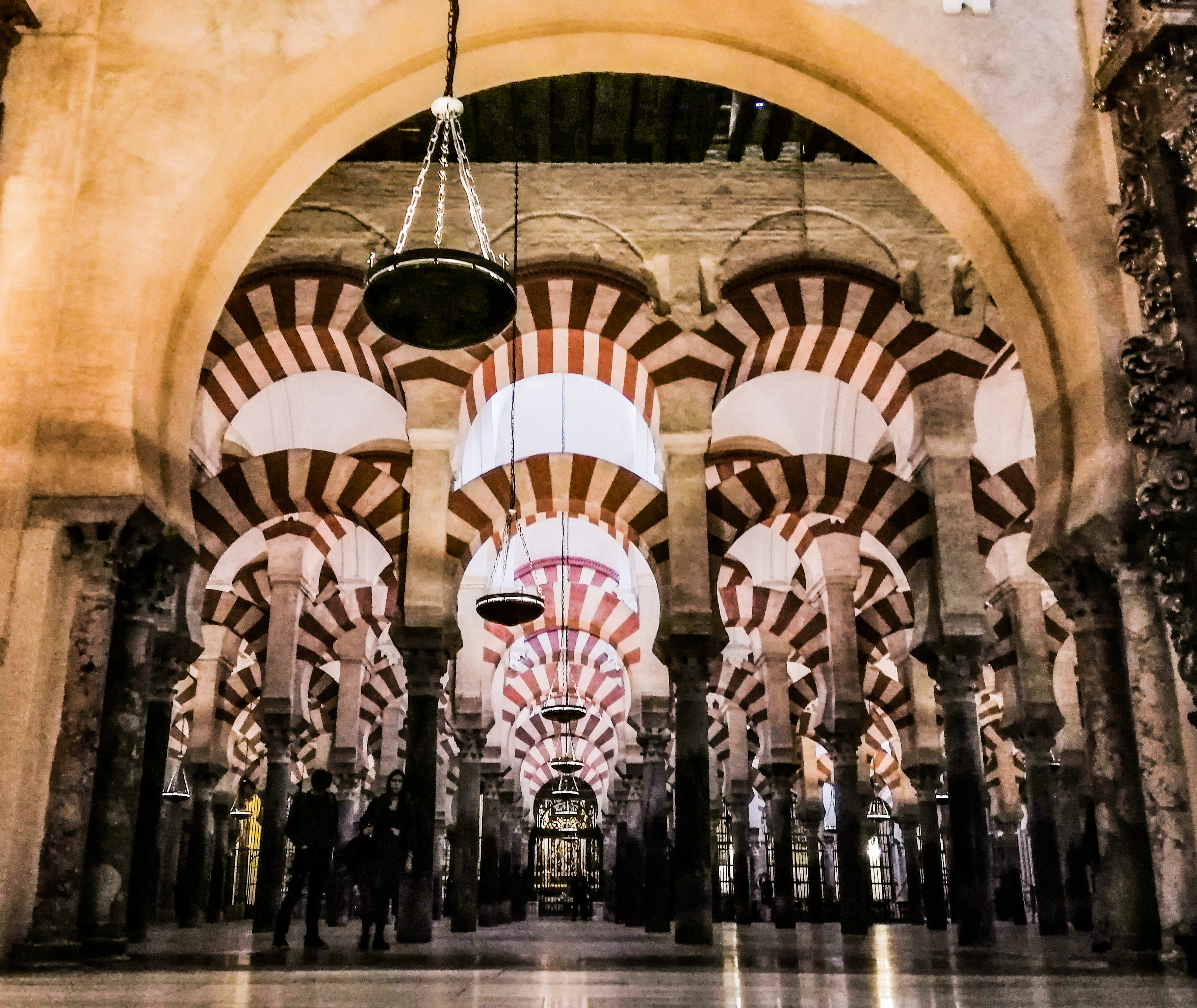
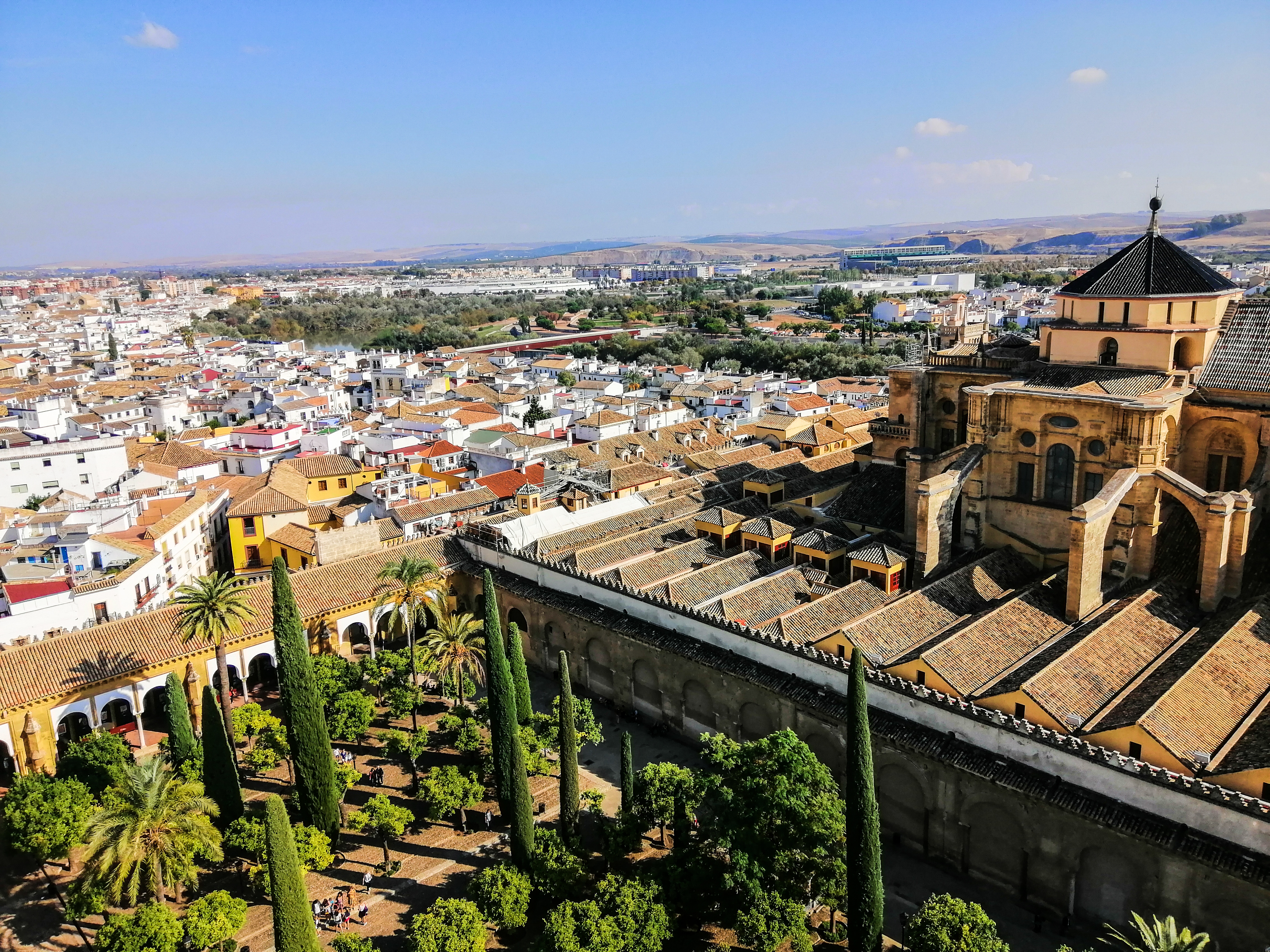

- تطواف

## وصلات خارجية
- قرطبة.. رقي وحضارة - موقع قصة الإسلام.
- المسجد في برنامج السكند لايف.
- The Great Mosque of Cordoba, Shadieh Mirmobiny, التاريخ الذكي  [لغات أخرى]‏
- Mezquita (Great Mosque) of Córdoba
- Mezquita (Great Mosque) of Córdoba at Google Maps
- Wonders of the World: Mezquita videos
- The Mosque of Cordova (during early 19th century)
- Al-Andalus: the art of Islamic Spain, an exhibition catalog from The Metropolitan Museum of Art (fully available online as PDF), which contains material on the Mosque–Cathedral of Córdoba (see index)
- The Great Mosque of Cordoba in the tenth century, VirTimePlace.